# Église Sainte-Madeleine de Besançon
Pour les articles homonymes, voir Église Sainte-Madeleine.
L’église Sainte-Madeleine est une église-halle de style classique du XVIIIe siècle, du quartier Battant de Besançon, dans le Doubs en Bourgogne-Franche-Comté. Elle est reconstruite, entre 1746 à 1766, par l'architecte bisontin Nicolas Nicole. Cette église appartient à l'"unité pastorale Saint-Étienne" et est confiée à la Fraternité Saint-Pierre. Elle est classée aux monuments historiques depuis 1930, et abrite un orgue classé aux monuments historiques, ainsi qu'un musée de la vie passée du quartier de Battant.
Les Bisontins l'appellent de préférence église de la Madeleine.

## Historique
Cette église est édifiée à la sortie du centre-ville historique (La Boucle) par le pont Battant, à l'entrée du quartier Battant (quartier historique des anciens vignerons de la cité), et a été construite, détruite et restaurée plusieurs fois.

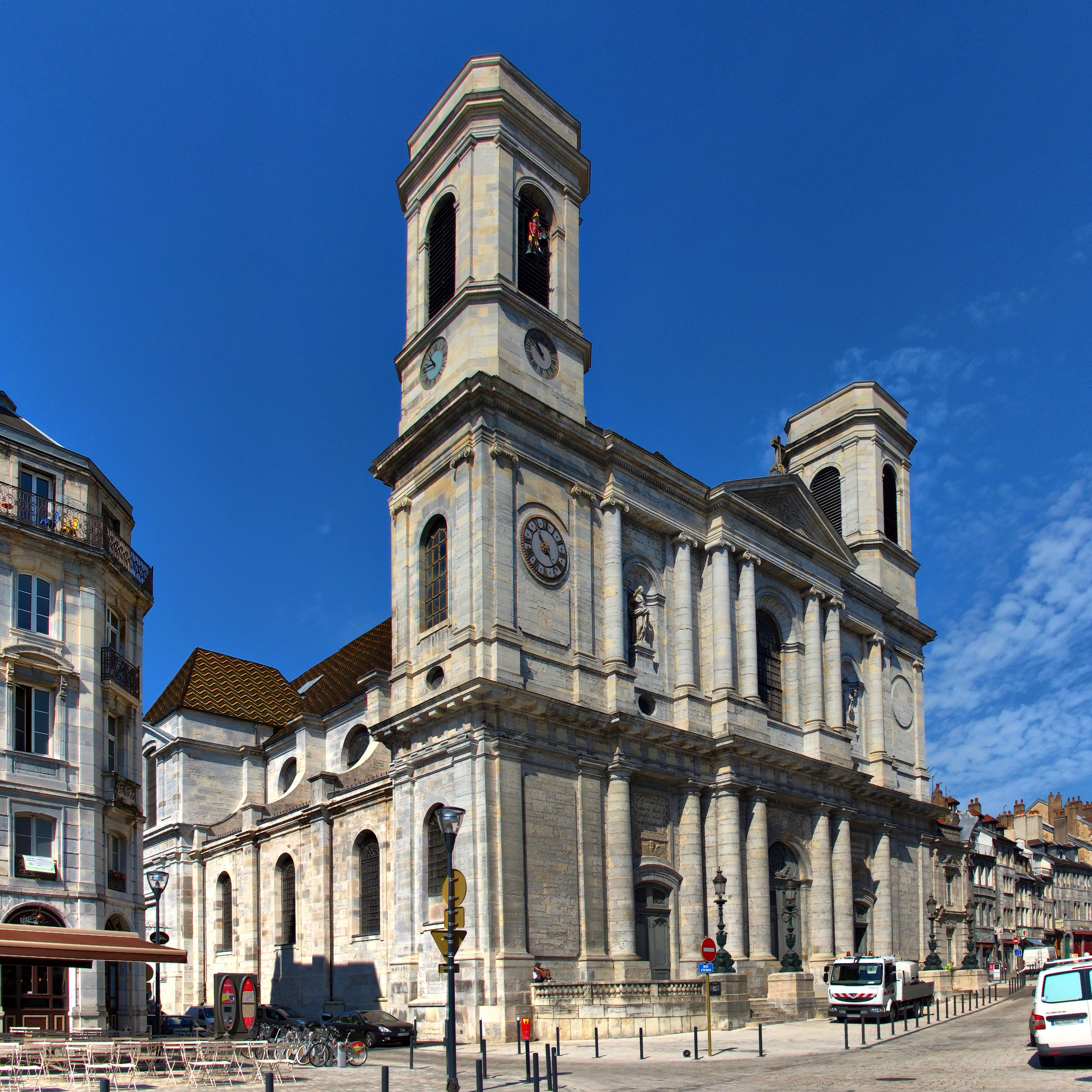
Façade
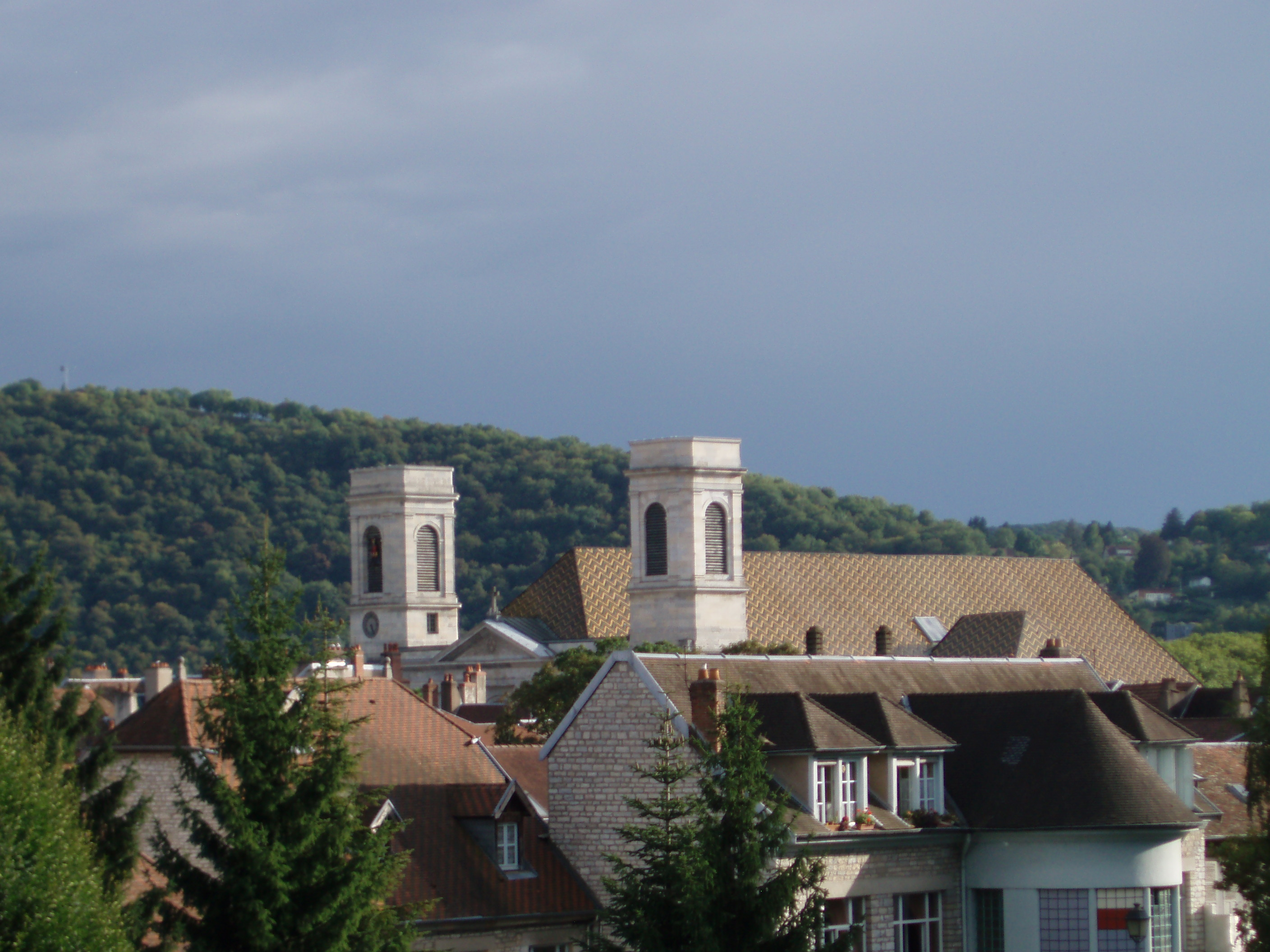
Toiture
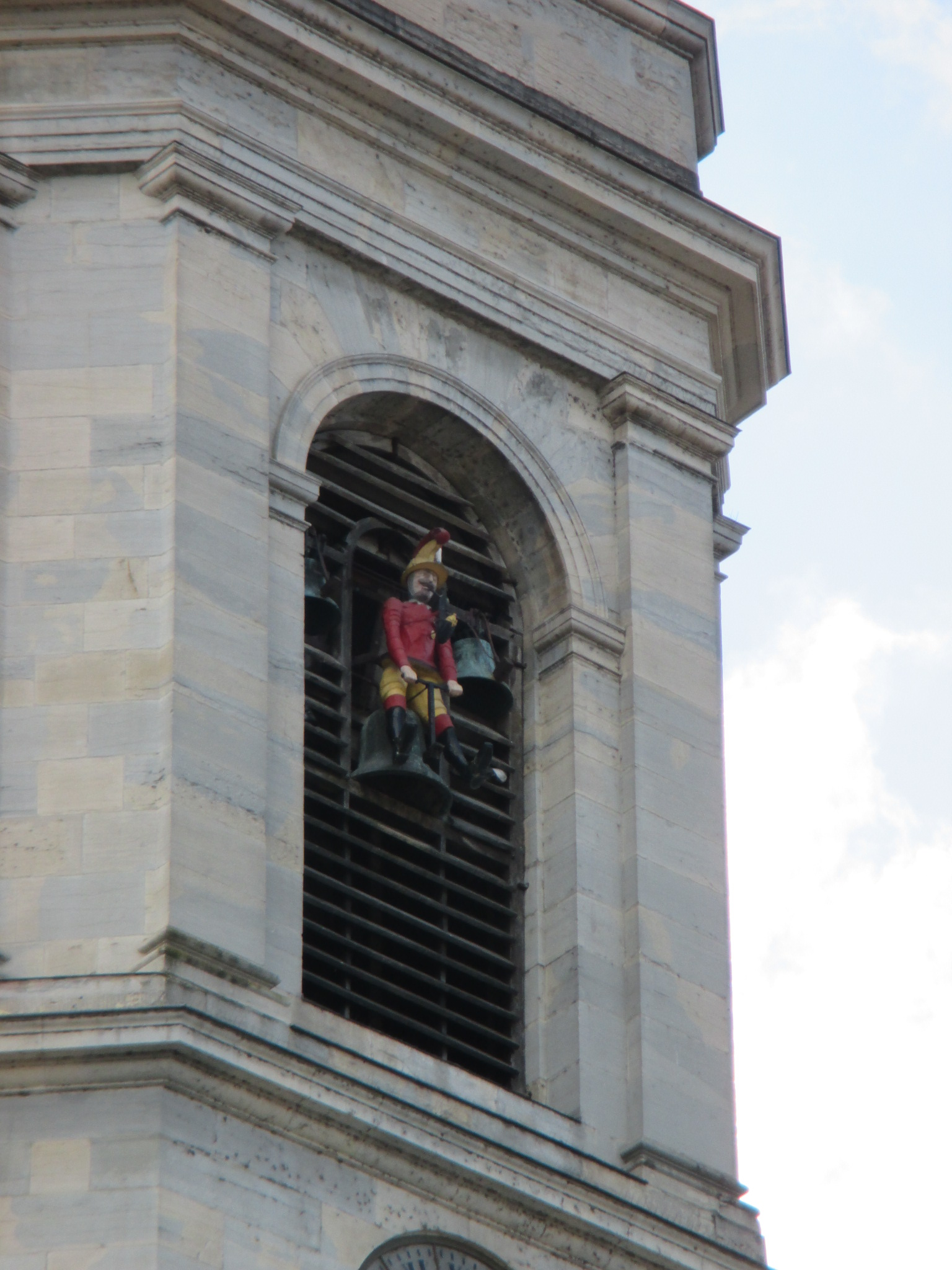
Jacquemart

En 1063, le prince-évêque Hugues Ier de Salins fait édifier une collégiale de style gothique à l'emplacement de la crypte de Saint Lin, évêque de Besançon (fin IIIe /début IVe siècle). 
En 1182, les chanoines du chapitre de l’église collégiale créent, avec l'accord du pape Lucius III, un premier Hôpital Saint-Jacques, d'une capacité de quatorze lits, adjoint à cette église, et greffé sur les ruines des anciennes arènes de Besançon, pour « construire une maison hospitalière en vue de l’accueil des pèlerins qui se rendent au pèlerinage de Rome, pèlerinage de Saint-Jacques-de-Compostelle et pèlerinage de Jérusalem» (le pèlerinage de Saint-Jacques-de-Compostelle est instigué par le pape franc-comtois Calixte II (1050–1124) au XIIe siècle, et l'actuel Hôpital Saint-Jacques de Besançon est fondé sous le roi Louis XIV, par l'archevêque Antoine-Pierre de Grammont (1614-1698)). 

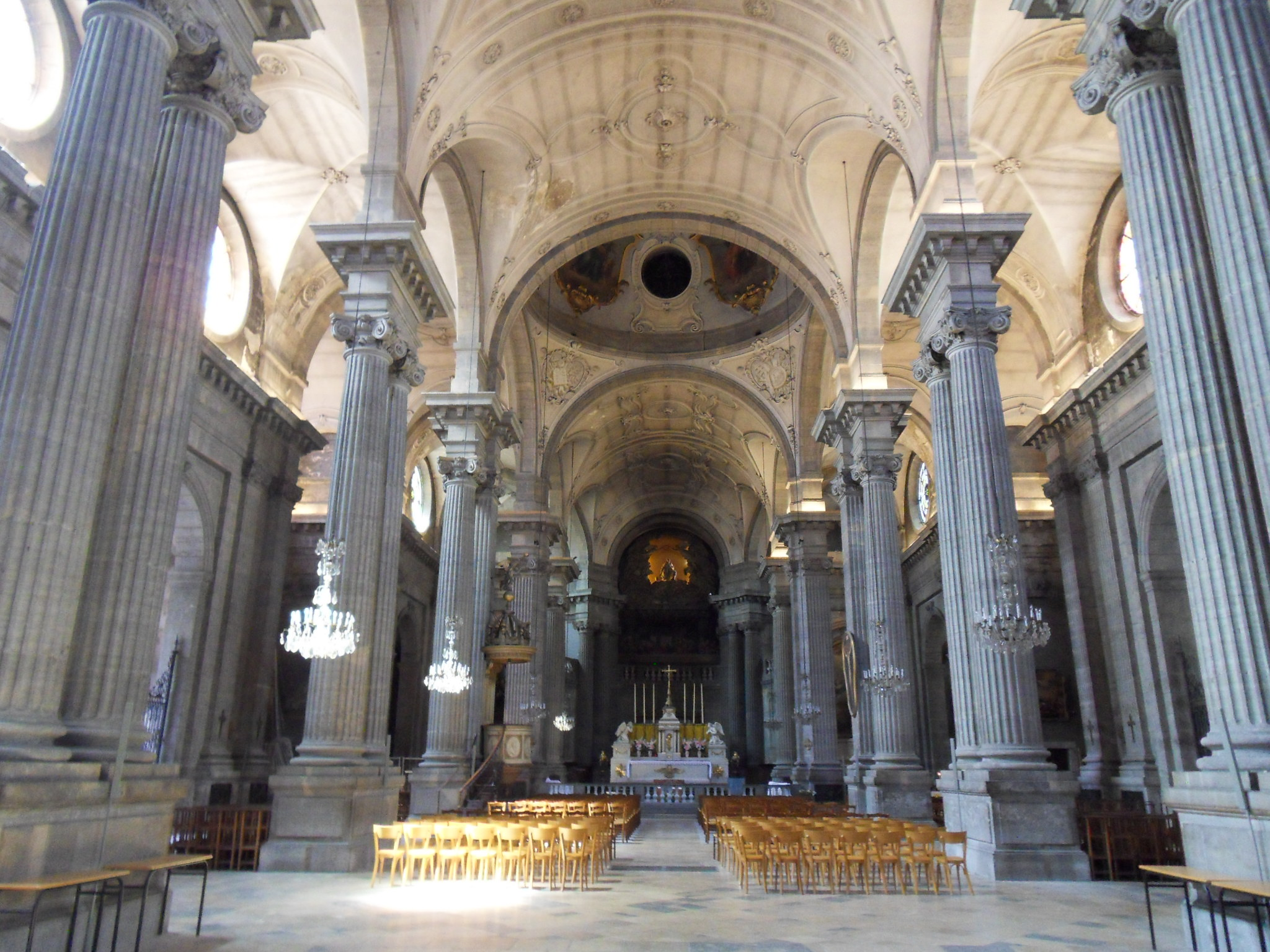
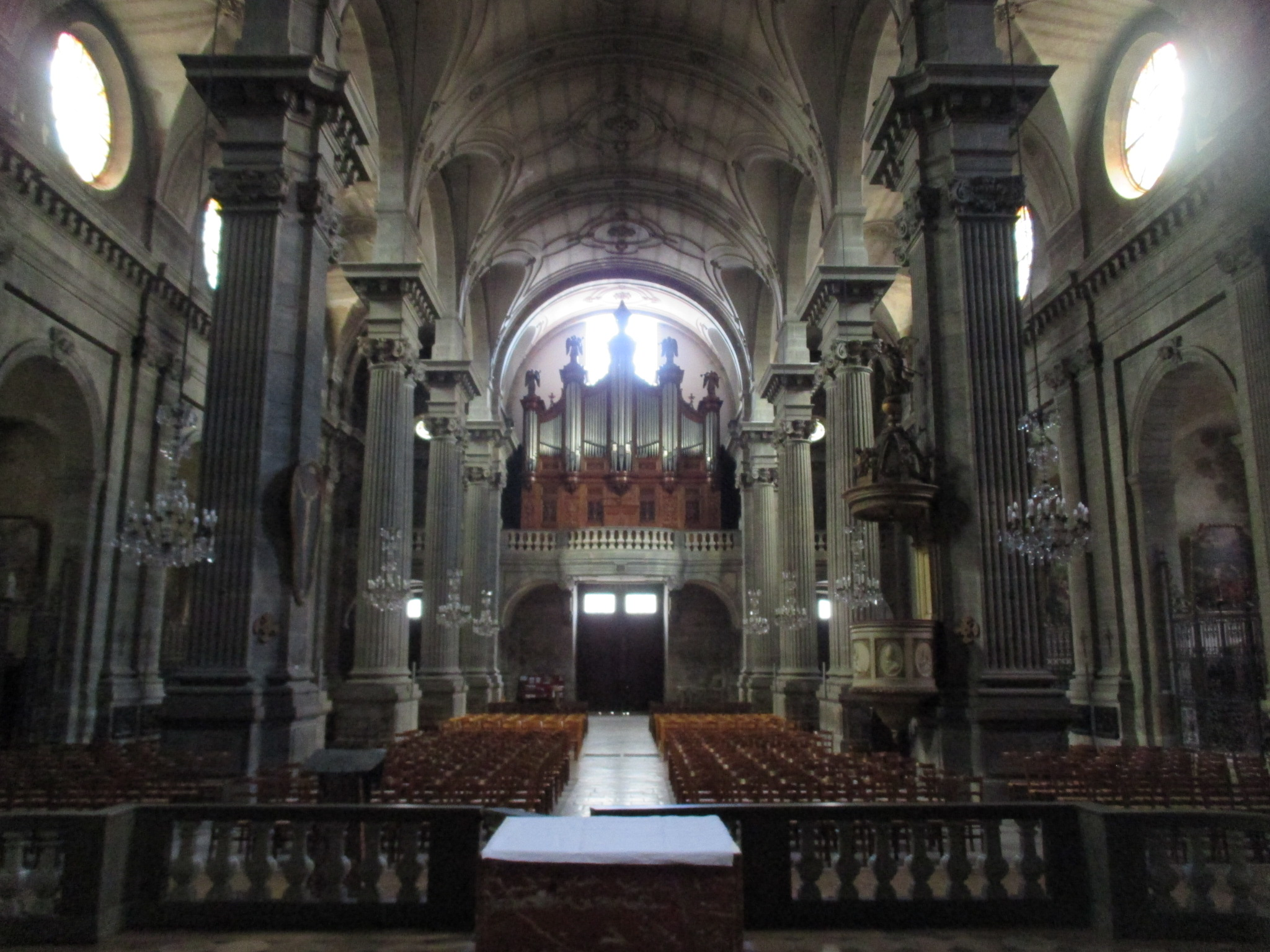
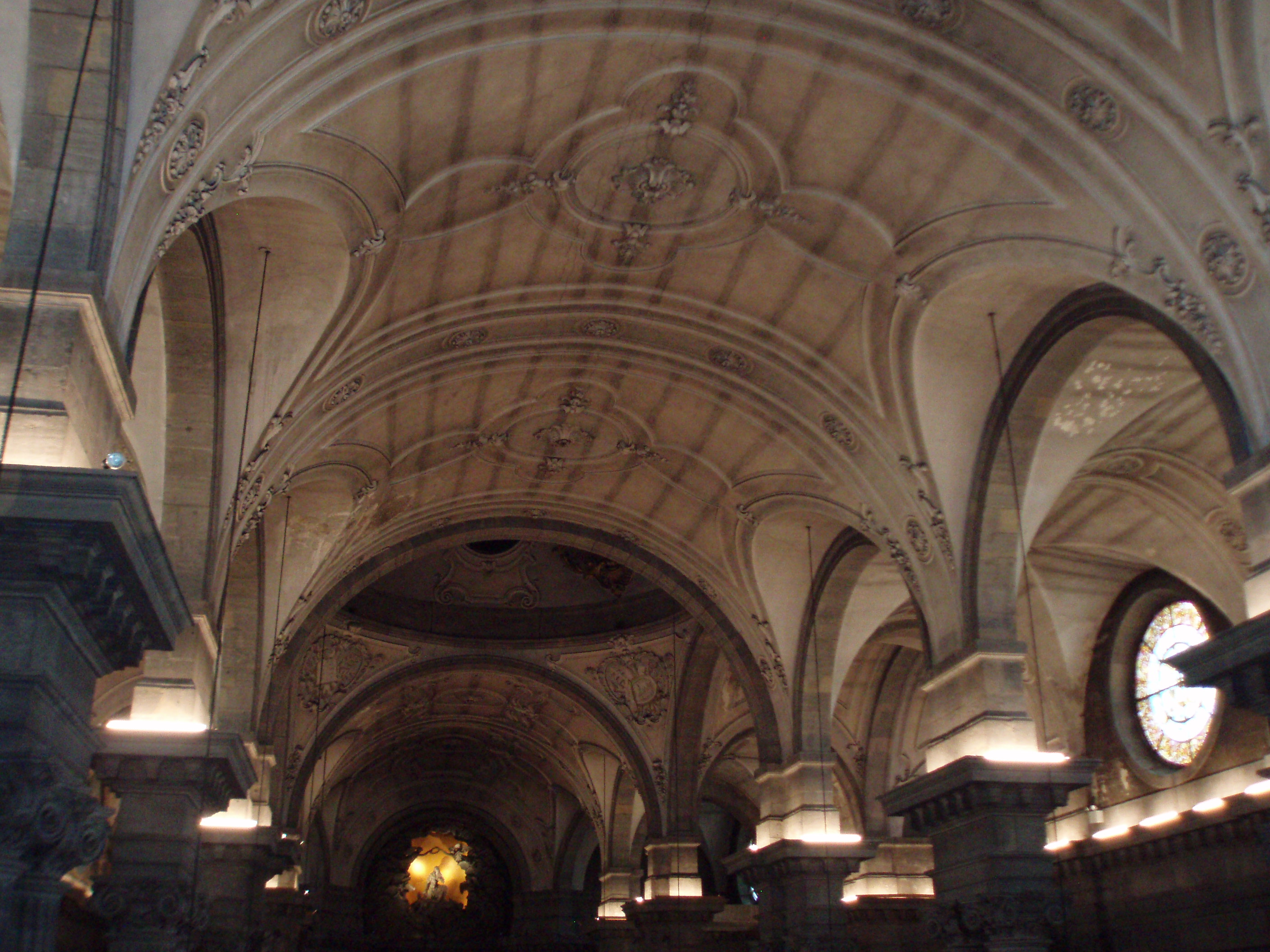
Voûtes à lunettes du vaisseau central
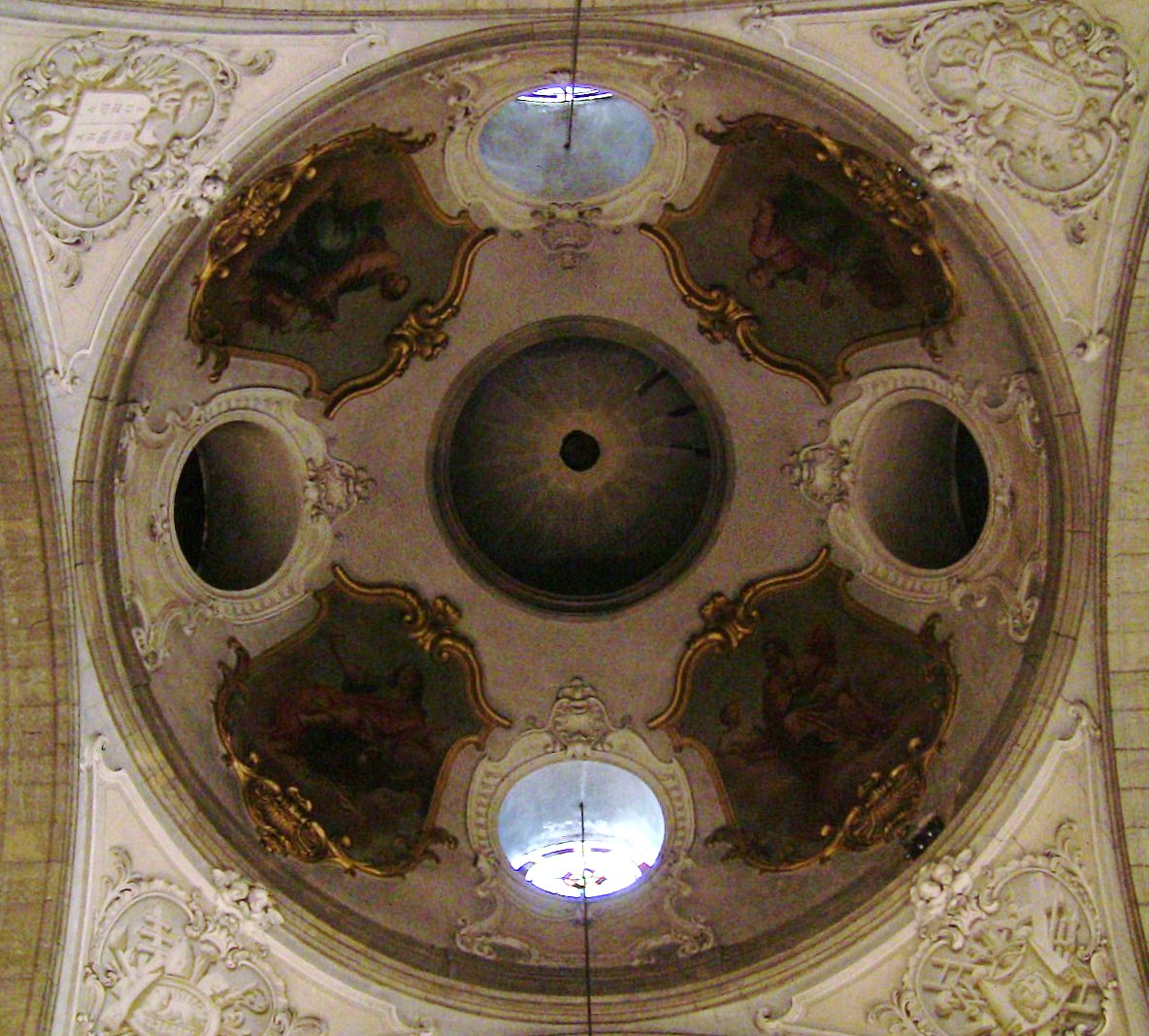
Coupole

Le 26 mai 1746, l'archevêque Antoine-Pierre II de Grammont pose la première pierre de la reconstruction de l'édifice, pour remplacer la vieille collégiale gothique qui menace de tomber en ruines. Les travaux, dirigés par l'architecte Nicolas Nicole (dont ce sera l'œuvre maîtresse), durent jusqu'en 1766 avec 66 m de longueur pour 39 m de largeur, une triple nef, de nombreuses chapelles latérales, des voûtes élancées, des statues du XVIe siècle, de riches collections de tableaux des écoles flamande et comtoise des XVIIe siècles et XVIIIe siècles, ainsi qu'une importante toiture en tuile vernissée de Bourgogne.

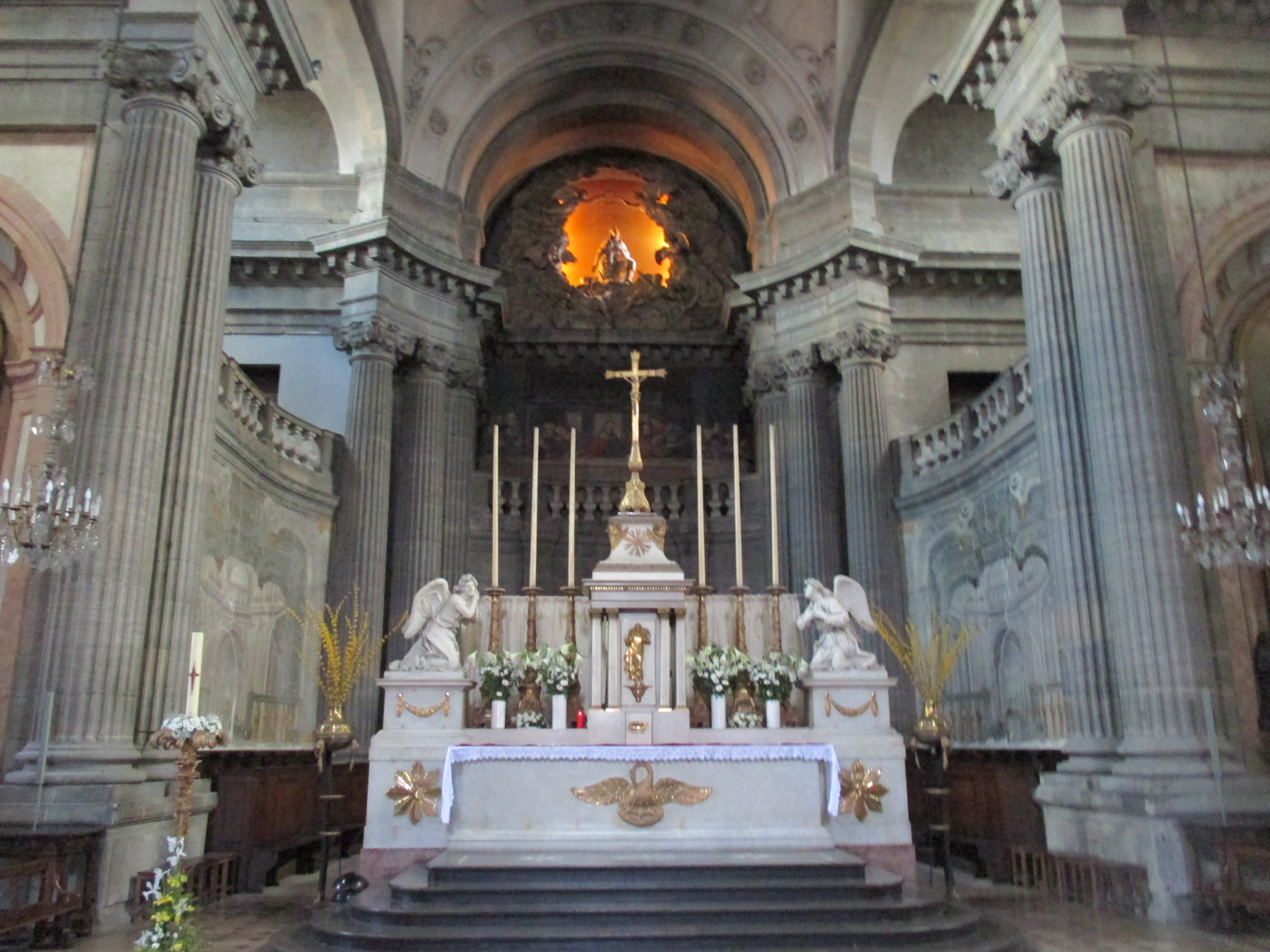
Maitre-autel
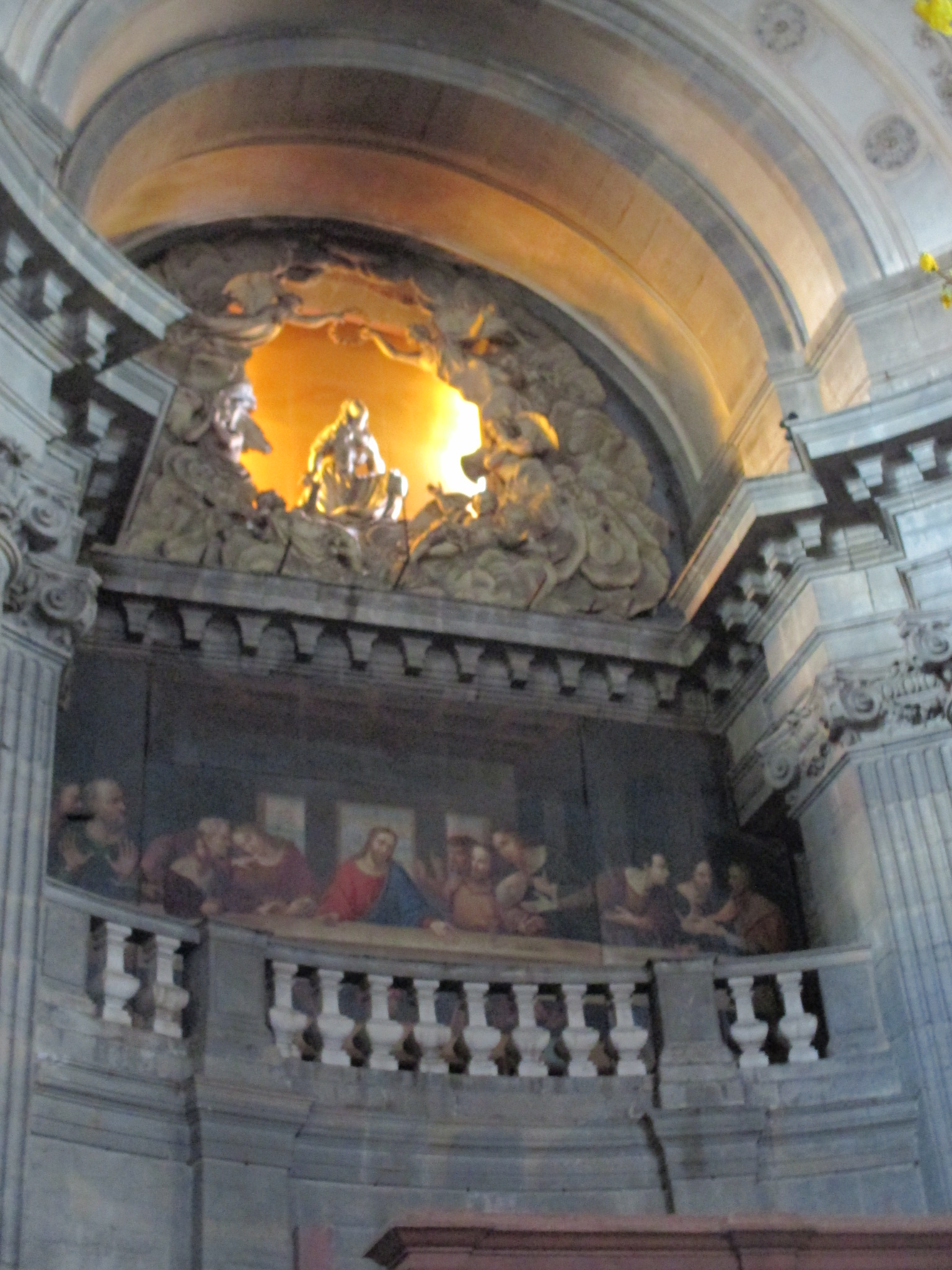
Cène et Marie de Magdala
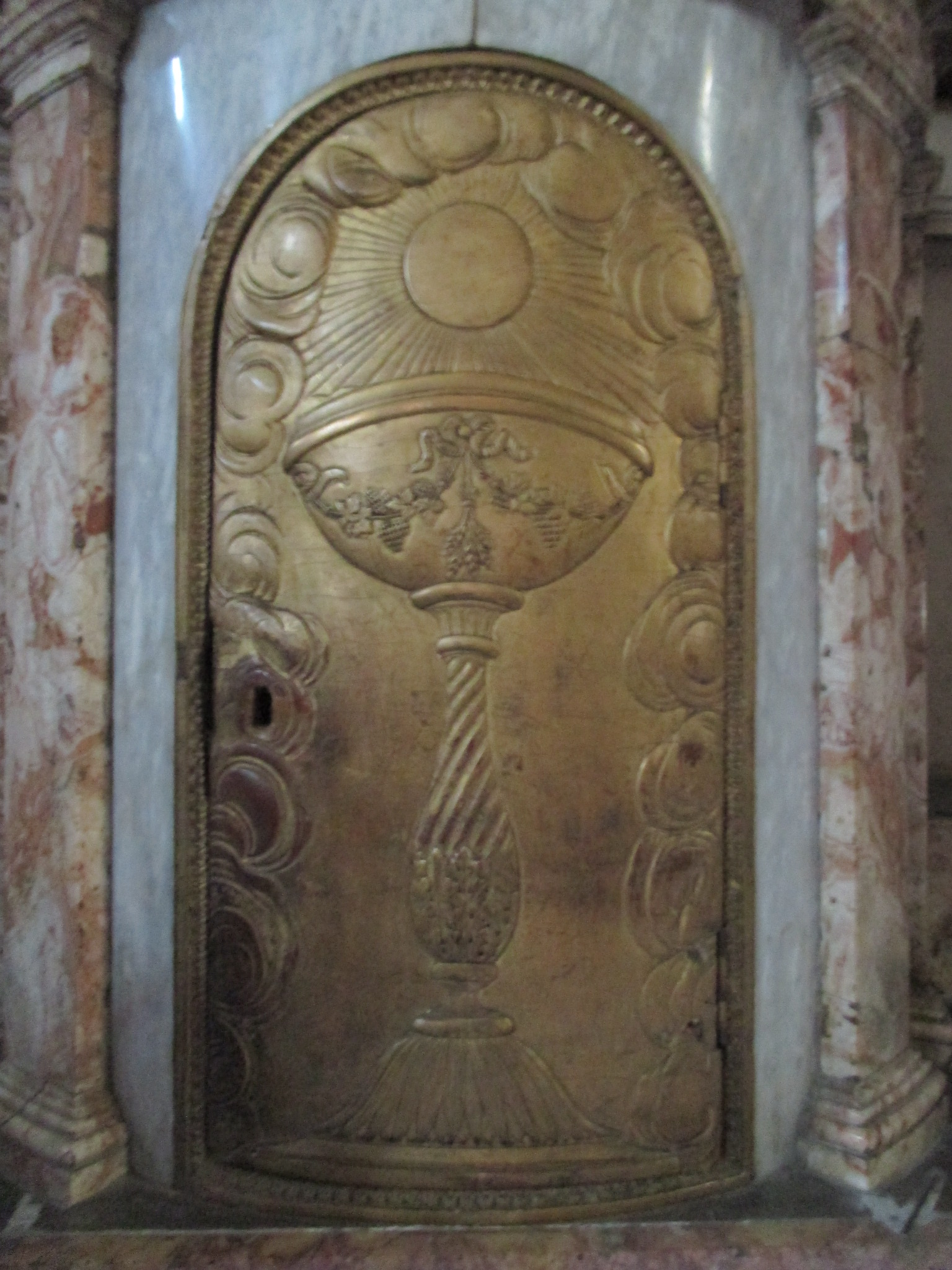
Calice (liturgie)
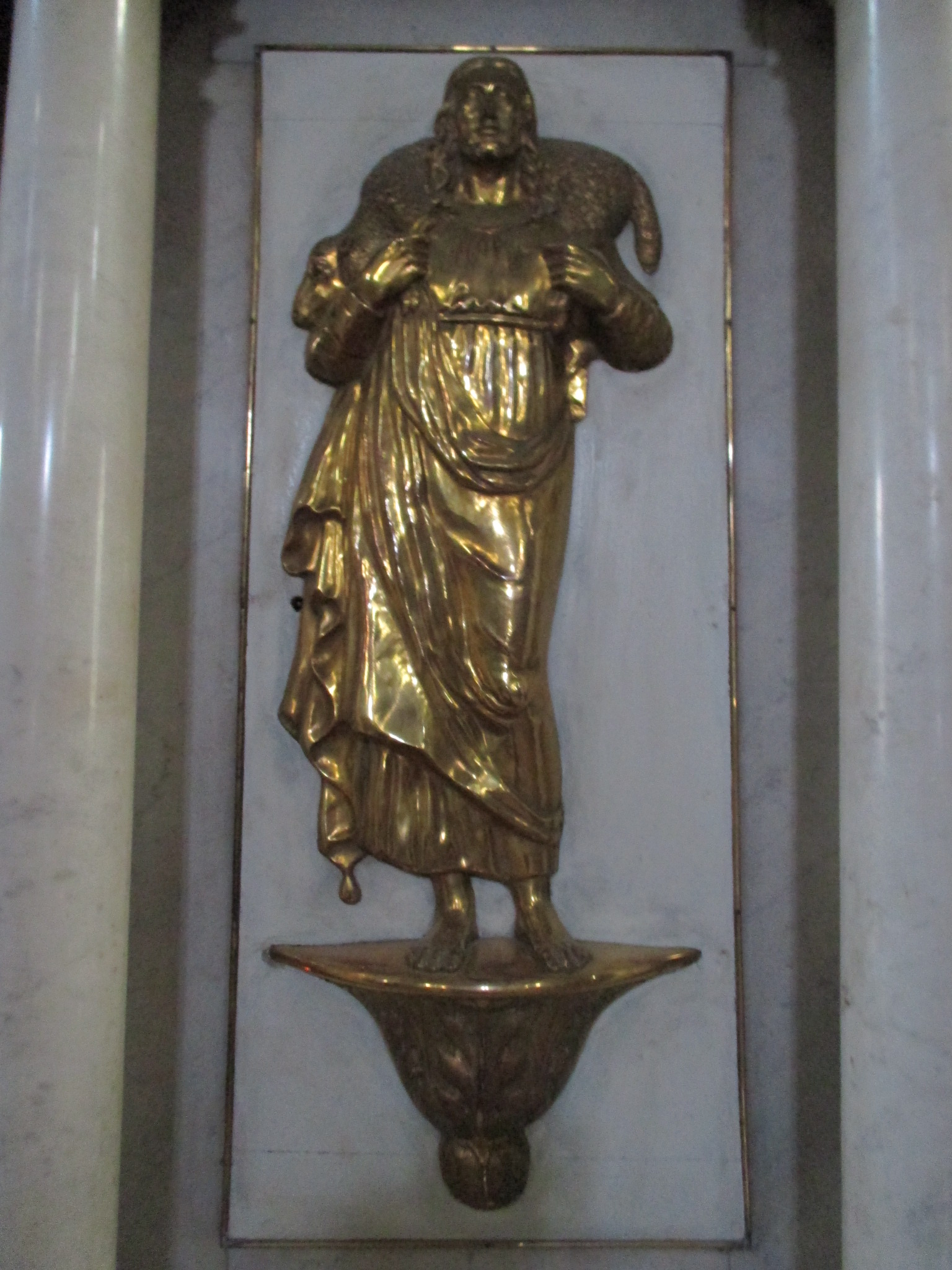
Christ, en pasteur chrétien
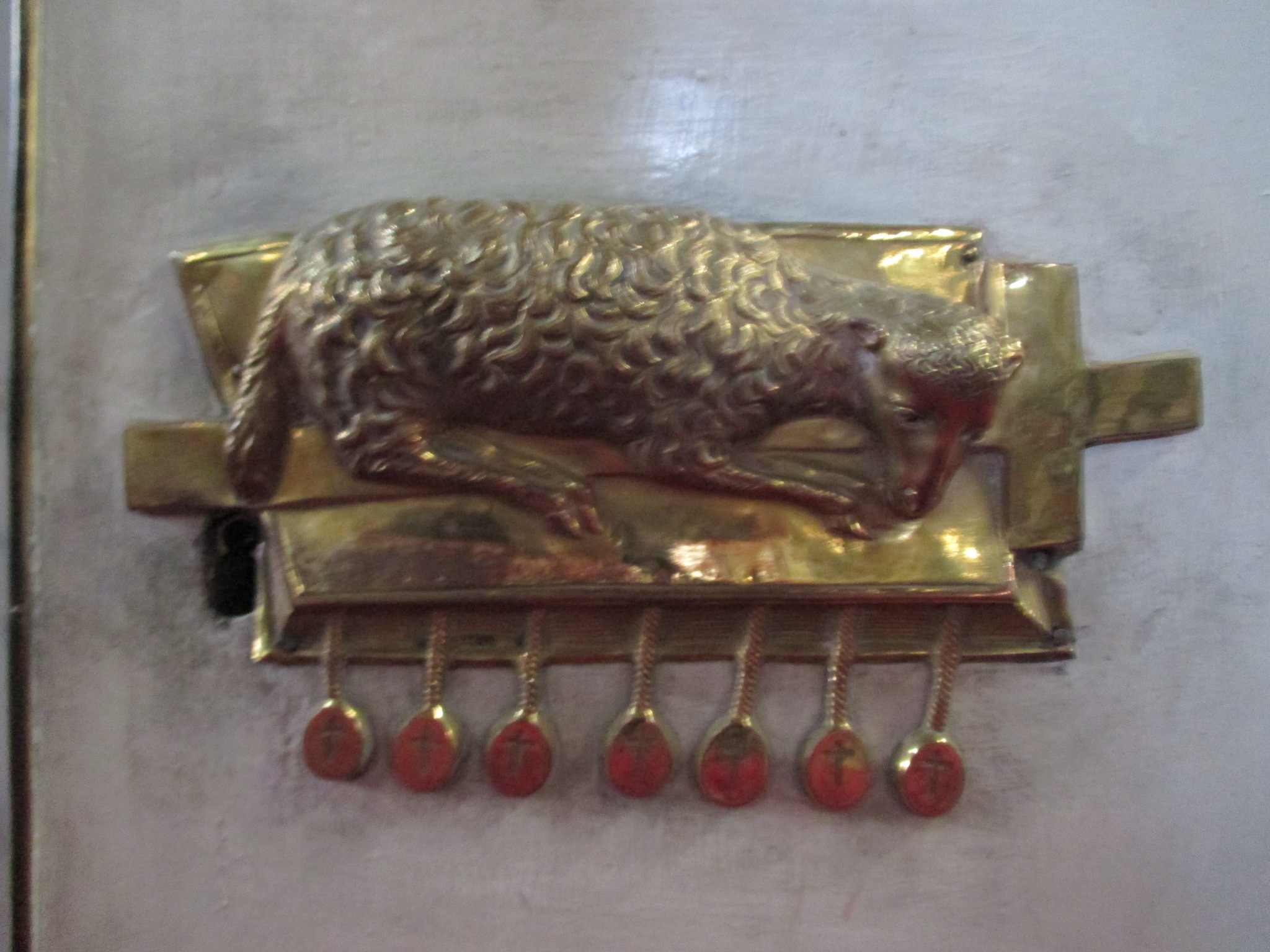
Sacrifice de l'Agneau de Dieu
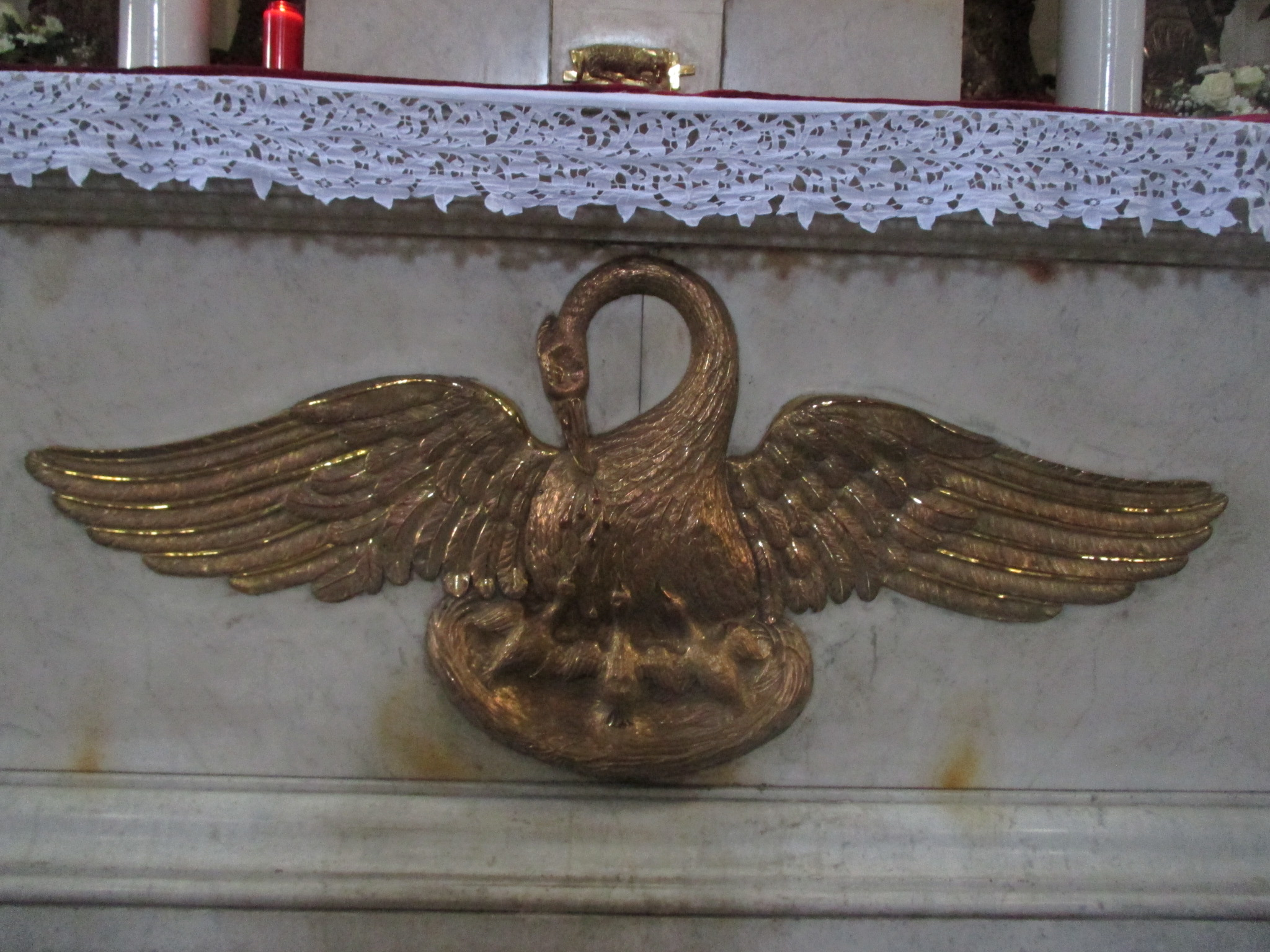
Saint-Esprit / Oies (symbole) / Trinité / Sang du Christ

Entre 1828 et 1830, deux tours sont ajoutées pour finir l'ouvrage, avec au sommet de la tour de gauche, un automate carillonneur Jacquemard. Au XVIIIe siècle, une méridienne / cadran solaire de Jean-Louis Bisot (ou Bizot 1702-1781) est installée dans l'édifice, avec un œilleton placé au centre d'un carreau opaque sur le vitrail du font. Les rayons solaires qui passent par ce trou pointent vers des lignes horaires indiquant les heures (Les lignes gravées en éventail, sur les dalles du sol de l'église, portent les heures en chiffres romains).

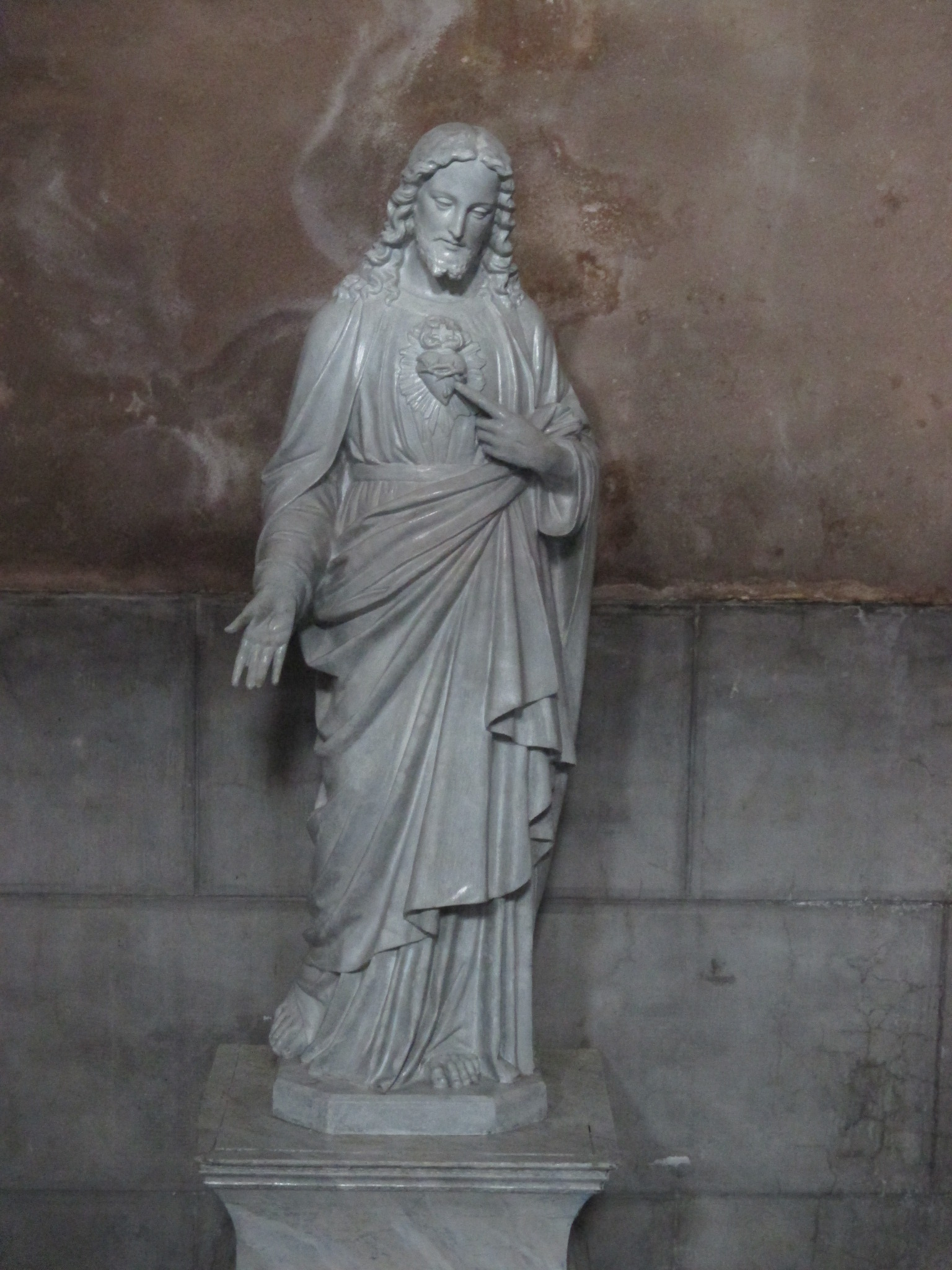
Sacré-Cœur
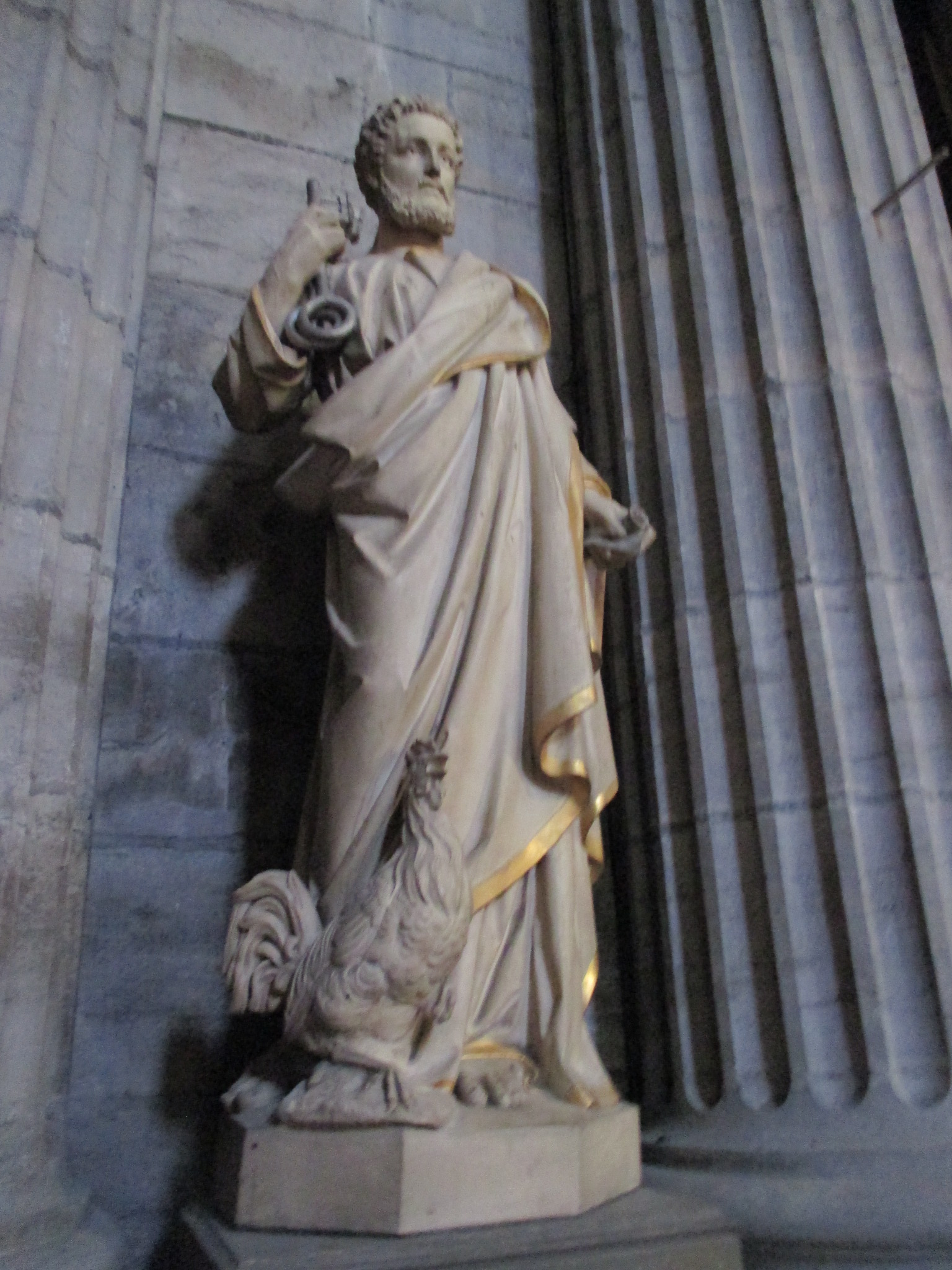
Pierre (apôtre)
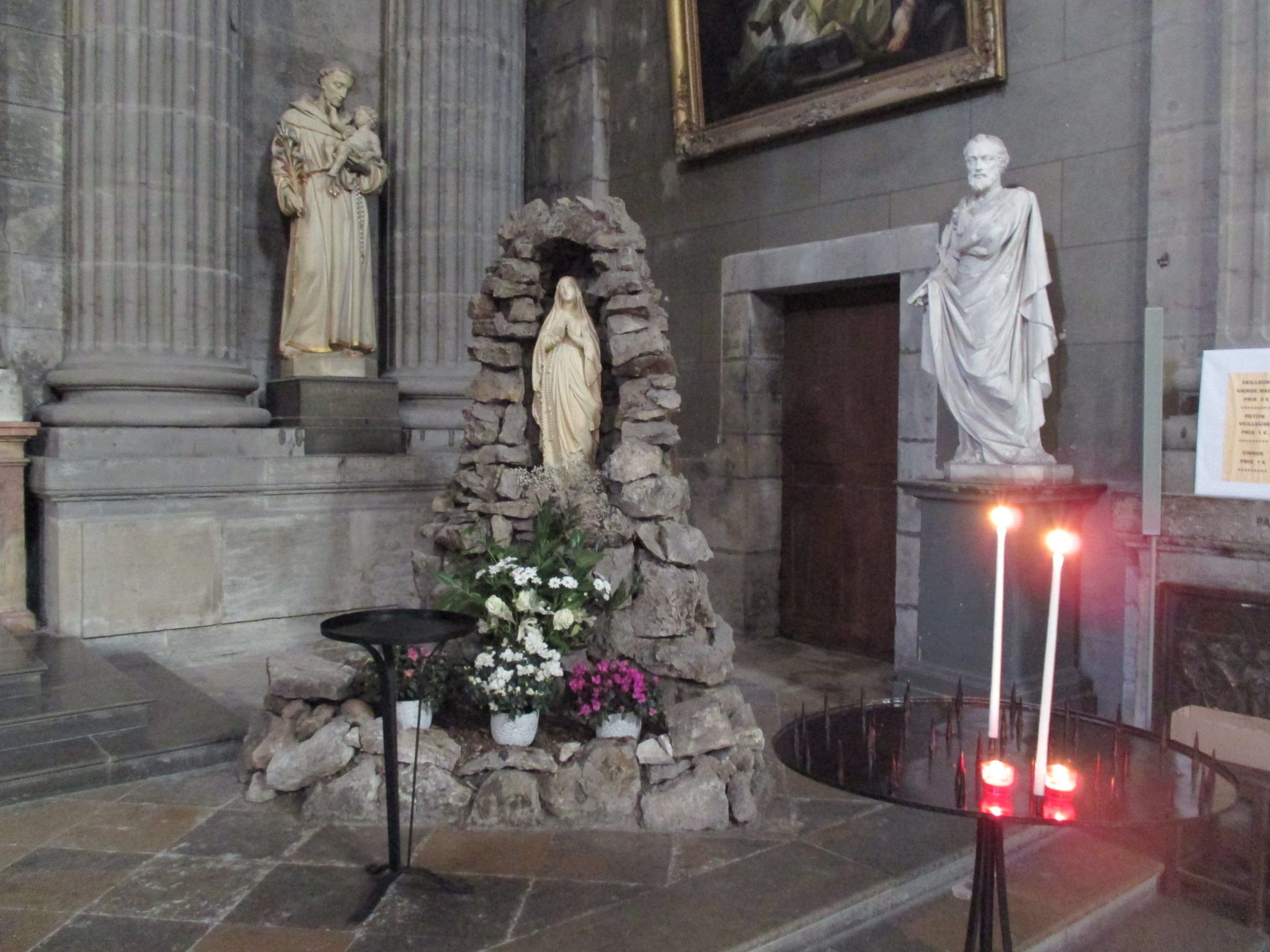
Marie, et Antoine de Padoue
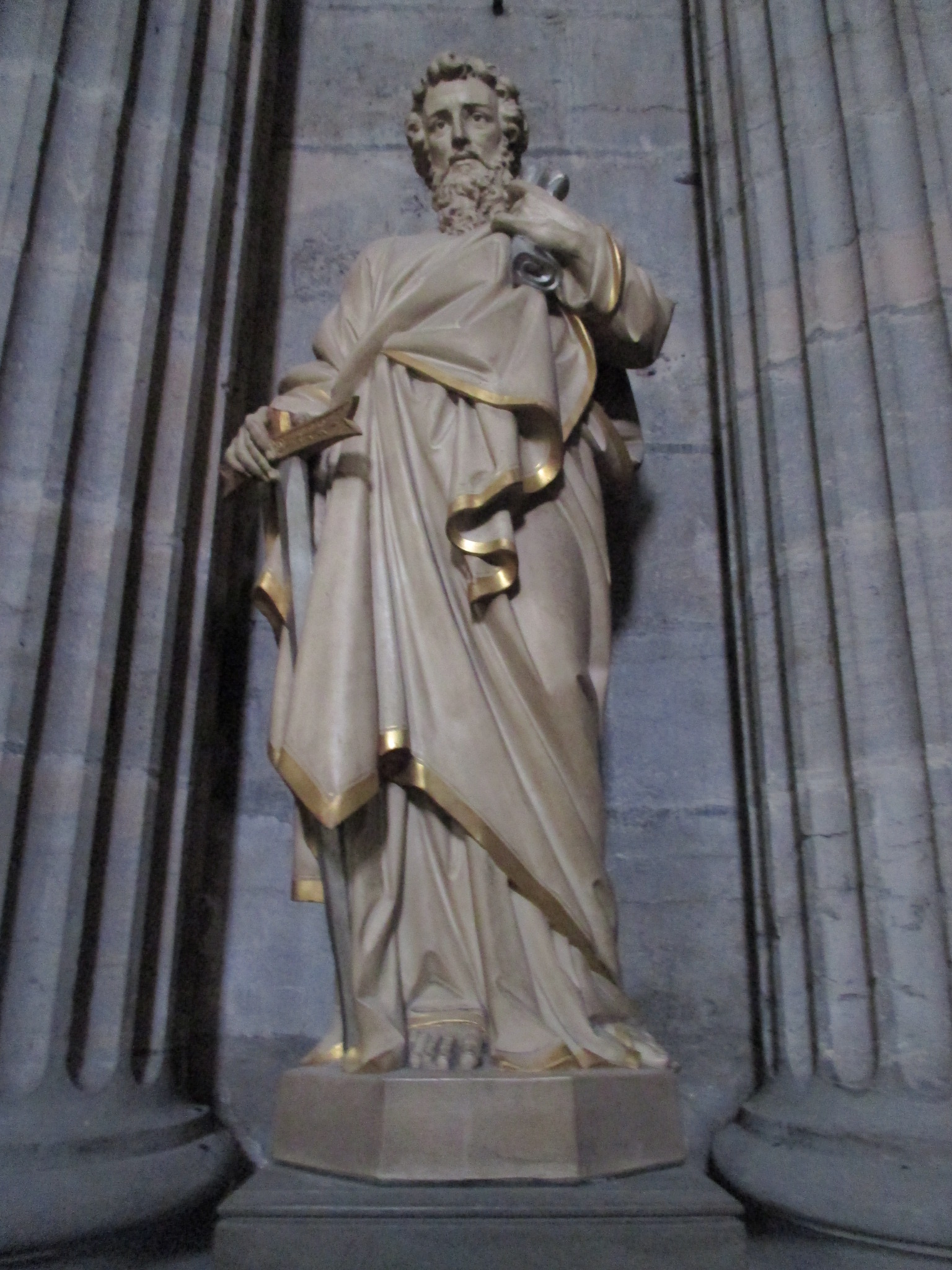
Paul de Tarse
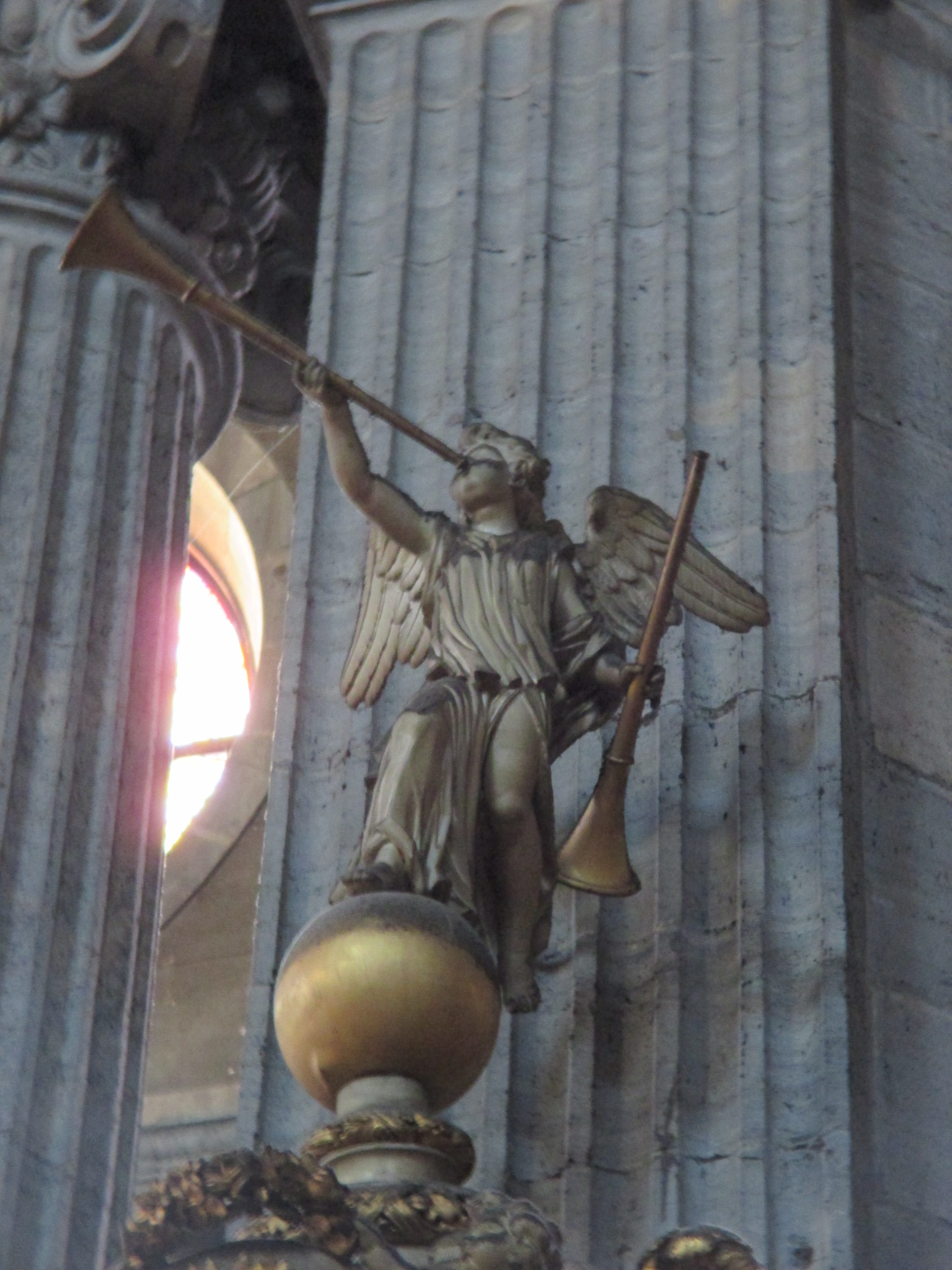
Anges buccinateurs
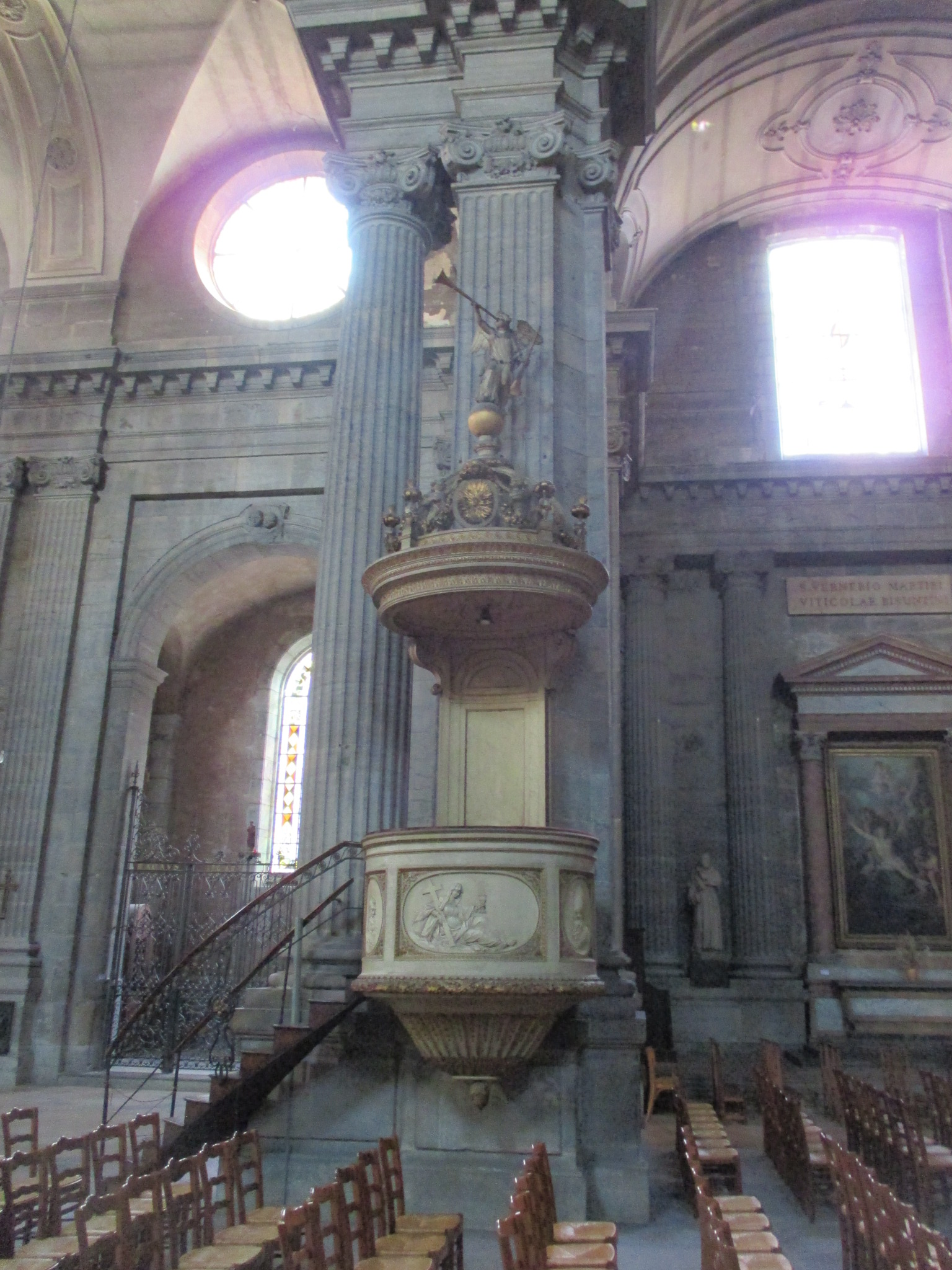
Chaire (église)

L'église Sainte-Madeleine est classée aux monuments historiques depuis le 13 mars 1930.

## Architecture

### Architecture

Plan de l'église.

Cette église-halle est bâtie sur un plan en forme de croix latine, avec une grande façade classique constituée de colonnes d'ordre dorique et d'ordre ionique, flanquée de deux tours bâties sans les couronnements par Nicolas Nicole. Le bâtiment dispose d'une grande nef à trois travées, séparées de celles des bas côtés par des colonnes ioniques jumelées, ainsi qu'un transept non saillant, et un chœur clos par un chevet polygonal. Les bas côtés, qui ont la particularité d'être voûtés d'arêtes, s'ouvrent sur des chapelles. L'éclairage de la nef, quoique parfois insuffisant, est assuré grâce à des vitraux situés dans les chapelles ainsi qu'à des rosaces situées sous la voûte. De 1982 à 1989, l'édifice est revêtu d'une nouvelle charpente recouverte de tuile vernissée de Bourgogne, avec des motifs en chevrons.

### Inscriptions

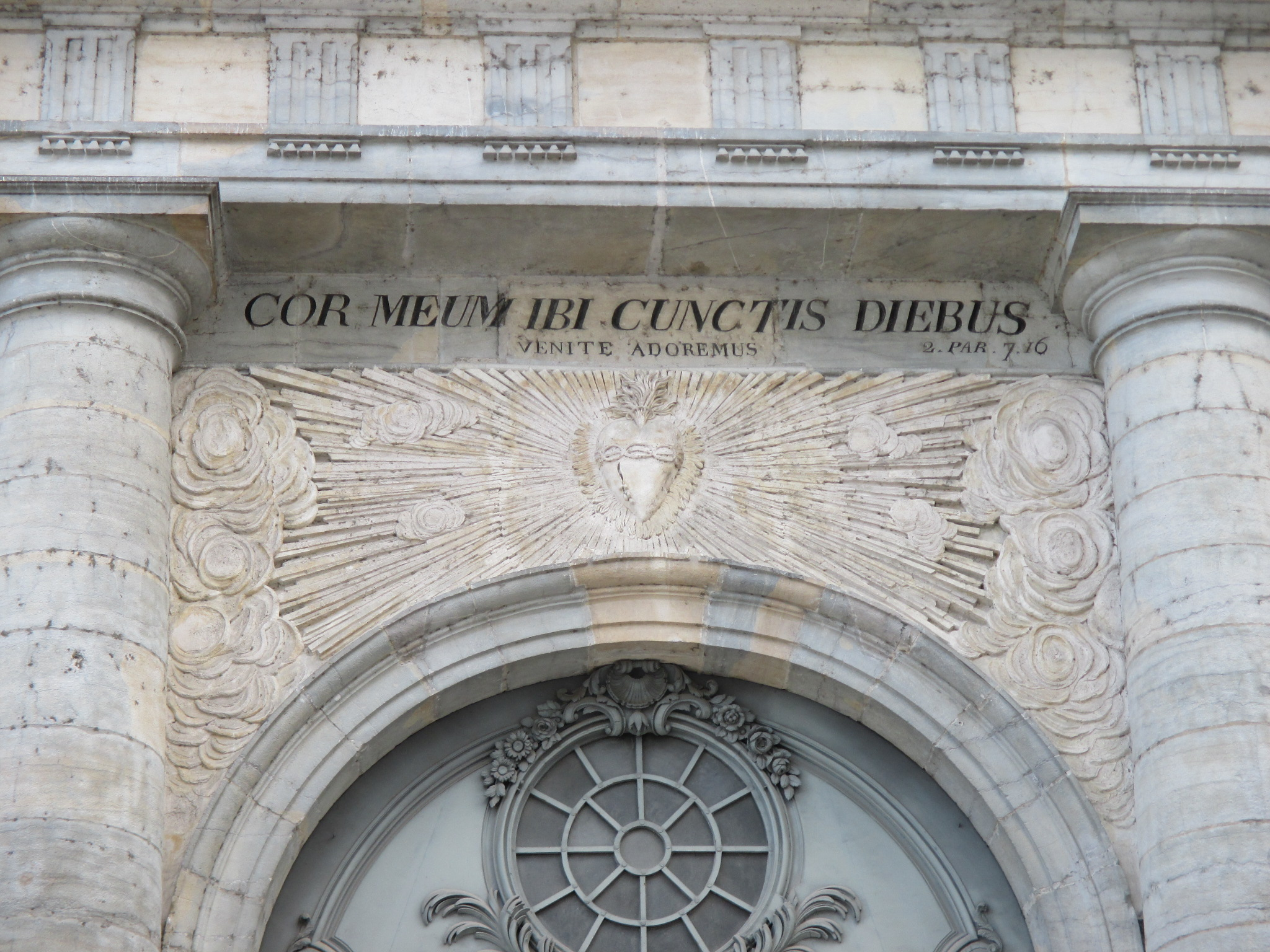
Cor meum ibi cunctis diebus, J'aurai toujours là mes yeux et mon cœur, Premier livre des Rois de la Bible

Un symbole biblique  Lumière Divine / Saint-Esprit / Sacré-Cœur / Œil de la Providence, ainsi qu'une inscription latine du Premier livre des Rois (9.3) de l'Ancien Testament de la Bible, sont sculptés au-dessus de la porte principale, de cet édifice inspiré du Temple de Salomon : « Cor meum ibi cunctis diebus » (J'aurai toujours là mes yeux et mon cœur). Lorsque le roi d’Israël et prophète Salomon (Bible), fils du roi et prophète David (Bible), eut achevé de bâtir son Temple de Salomon sur le Mont du Temple de Jérusalem, capitale du Royaume d'Israël, au Xe siècle av. J.-C. (premier Temple de Jérusalem, ou il abrite dans l'Arche d'alliance du saint des saints, le Décalogue des Tables de la Loi, du prophète Moïse), Dieu lui apparu et lui dit : J'exauce ta prière et la supplication que tu m'as adressées, je sanctifie cette maison que tu as bâtie pour y mettre à jamais mon nom, et j'aurai toujours là mes yeux et mon cœur (Sanctificavi domum hanc, quam aedificasti, ut ponerem nomen meum ibi in sempiternum; et erunt oculi mei et cor meum ibi cunctis diebus).

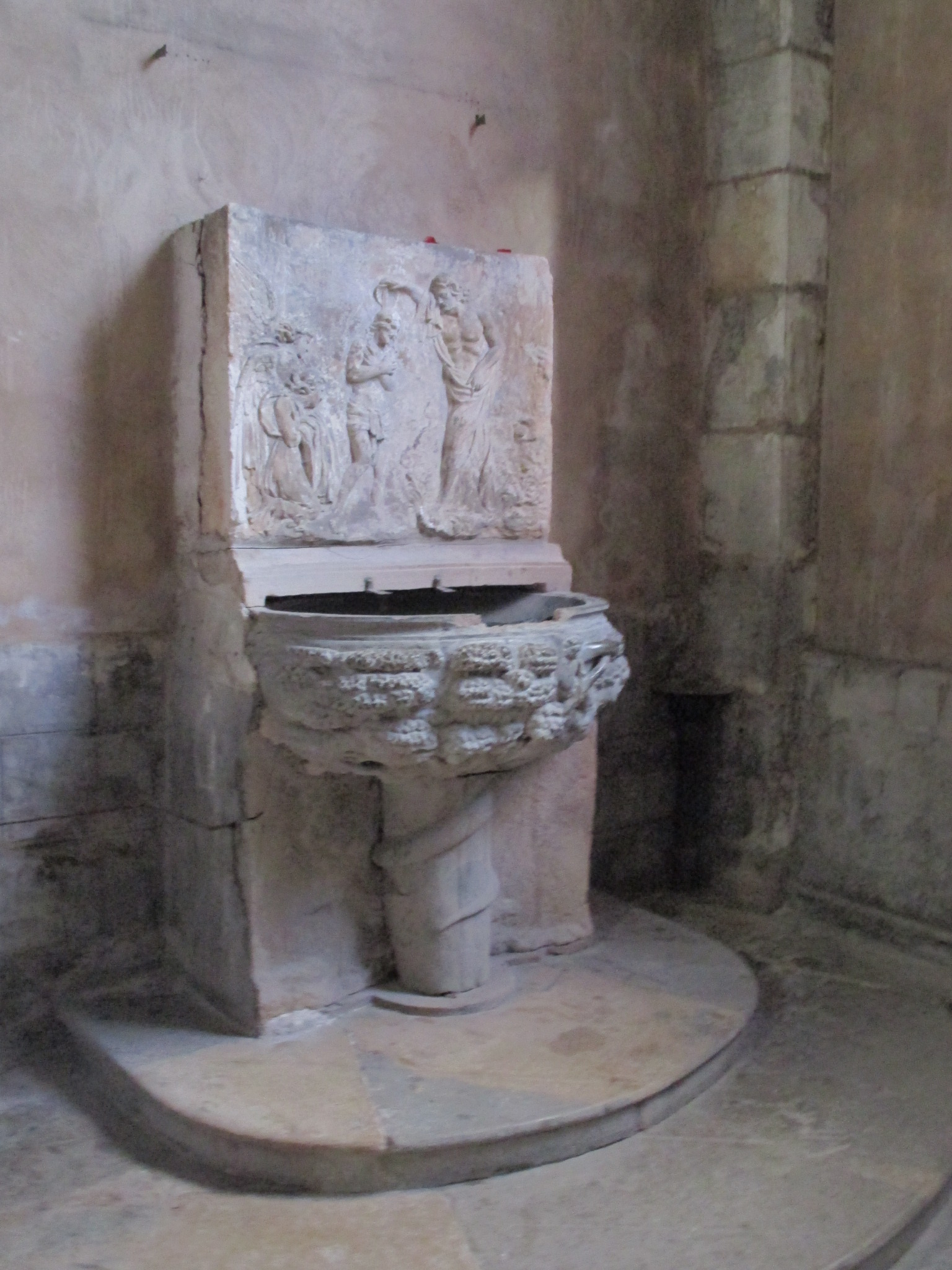
Fonts baptismaux, Arbre de vie, Arbre de la connaissance du bien et du mal, Serpent (Nahash)

### Mobilier
Pendant la Révolution française, le bâtiment est confisqué à titre de Bien national et utilisé en magasin à fourrage, avant d'être rendu au culte en 1795. Durant cette période, un grand nombre de biens mobiliers furent détruits ou disparurent. Malgré tout, l'église Sainte-Madeleine possède encore à ce jour un grand nombre d'œuvres d'art chrétien, notamment des sculptures et des peintures remarquables. Outre ces dernières, on peut citer les fonts baptismaux du XVIe siècle, le maître-autel datant de 1834, la chaire datant du roi Louis XVI édifiée par Antoine Munier et provenant de l'Abbaye Saint-Paul de Besançon, ou encore la tribune de l'orgue franchissant la nef grâce à un remarquable appareillage de claveaux.

### Sculptures
Un grand nombre de sculptures décorent l'intérieur de l'édifice, notamment l'autel-retable de Saint-Vernier (saint patron des vignerons franc-comtois), œuvre de Claude Joseph Alexandre Bertrand datant de 1784, la Vierge dite des Cordeliers se trouvant avant la Révolution dans le Couvent des Cordeliers de Besançon (actuel lycée Pasteur) et datant du XVIe siècle, le buste de Melchisédech, qui se trouve être un fragment sculpté au XIIIe siècle d'une des statues qui ornait jadis le portail de l'église médiévale détruite durant le XVIIIe siècle. Le bâtiment expose également dans les chapelles latérales, des sculptures bibliques en taille réelle, du sculpteur bisontin Auguste Clésinger (1814-1883) : Chemin de croix, Passion du Christ, Mise au tombeau, Résurrection, Ascension.

Sculptures d'Auguste Clésinger
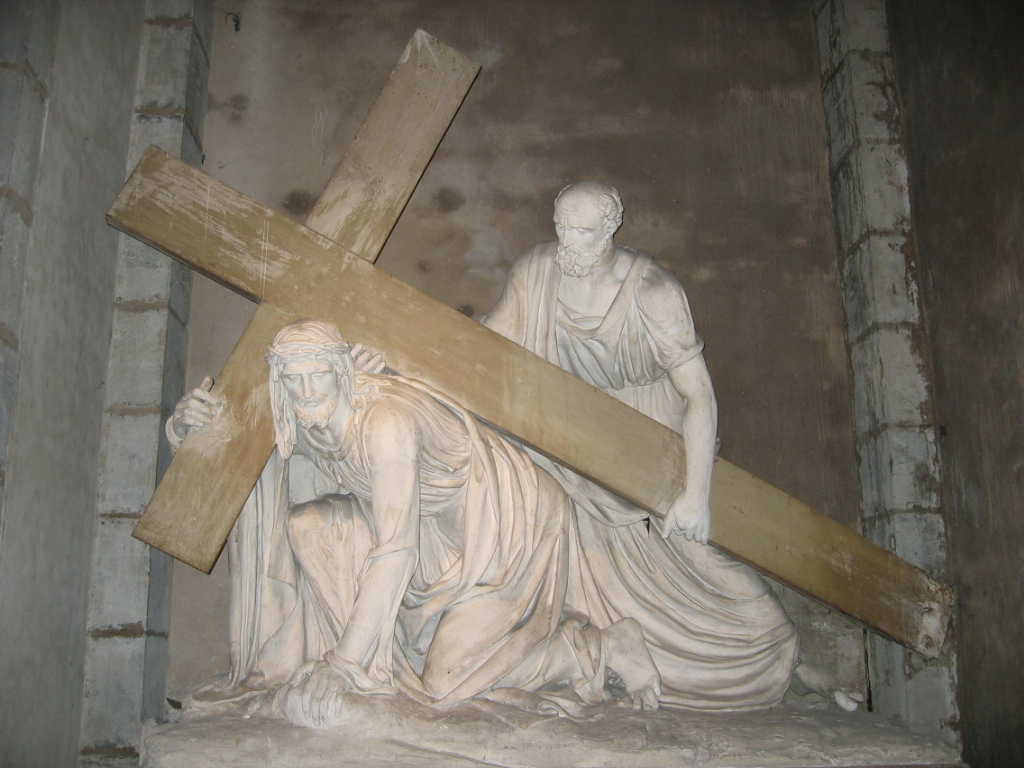
Chemin de croix
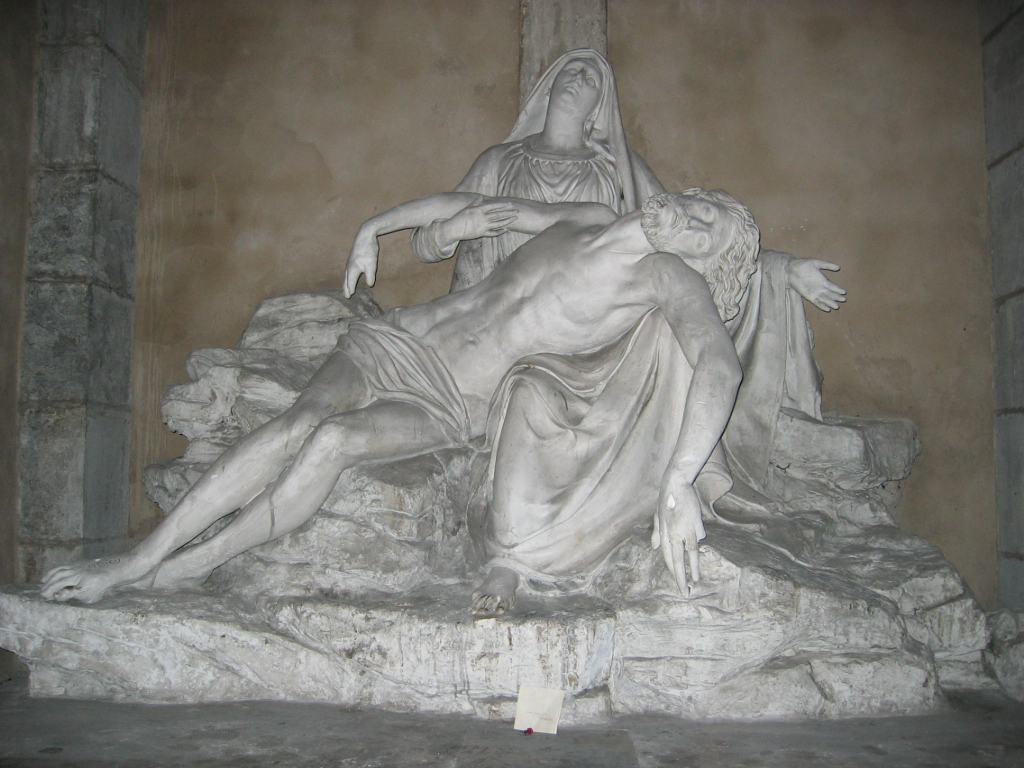
Passion du Christ
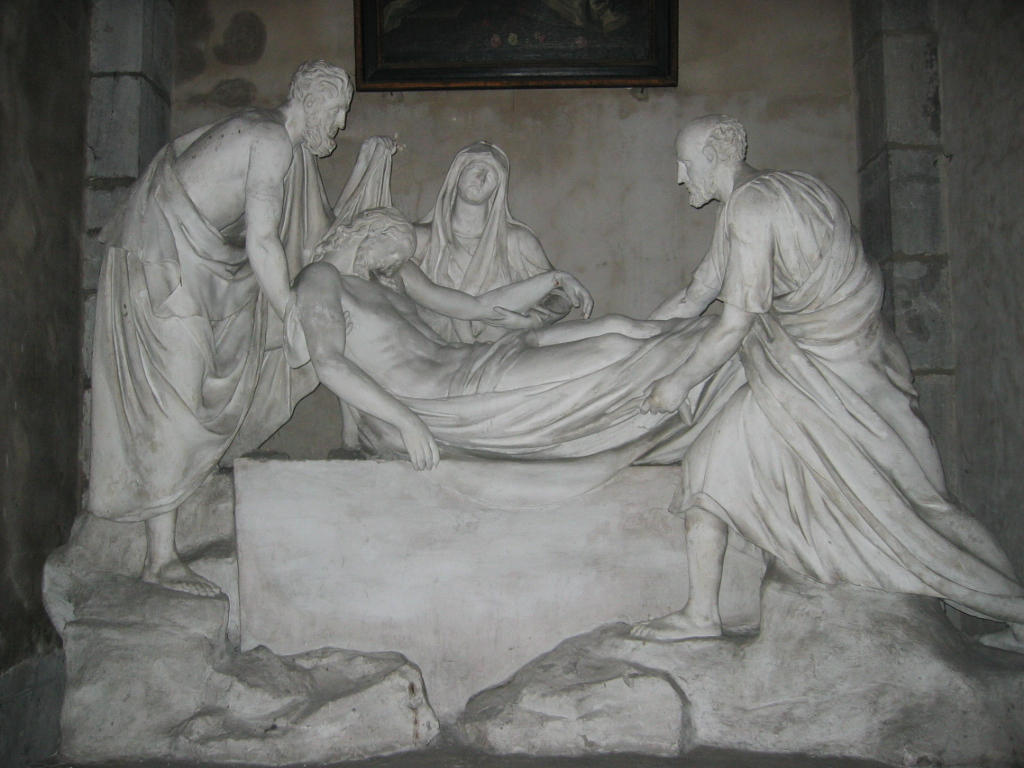
Mise au tombeau
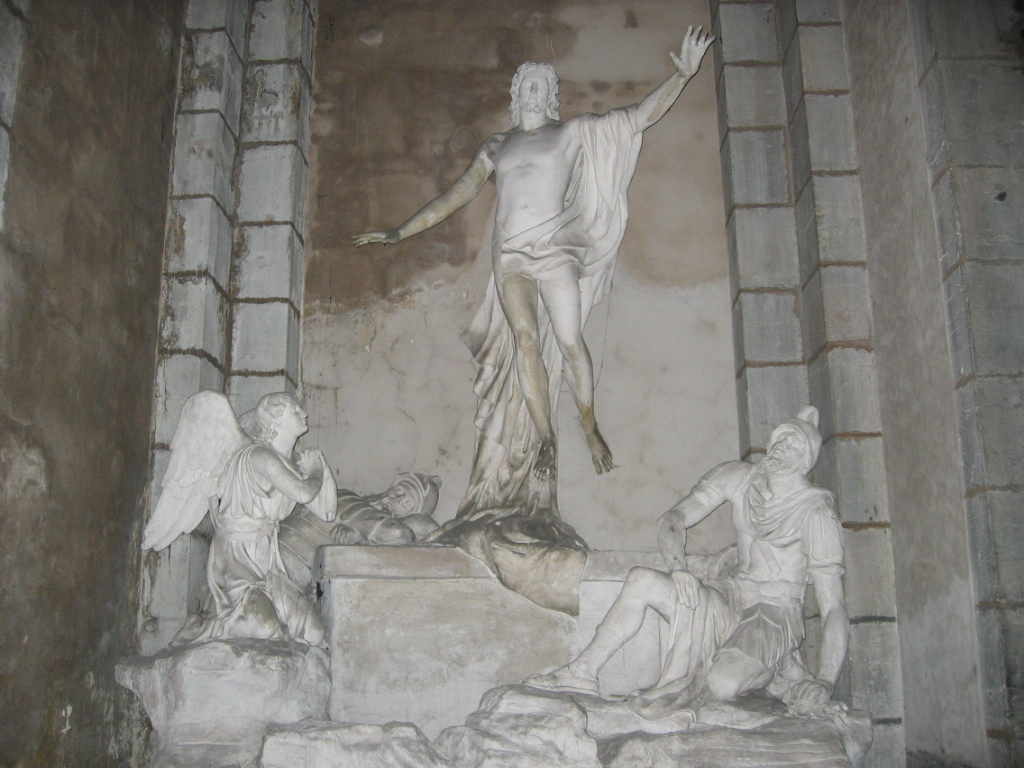
Résurrection

### Le Jacquemard
Au sommet de la tour de gauche de l'église est accroché devant les abat-sons un automate carillonneur Jacquemard. Le personnage siège sur une cloche en bois qu'il mime de faire sonner avec son marteau qu'il rabat entre ses jambes. Il est installé entre deux plus petites cloches qui sonnent les quarts d'heure. L'automate mesure 1m80 et est constitué de bois et de métal peints. 

#### Histoire
La première mention du Jacquemard de l'église Sainte-Madeleine apparait dans les archives municipales en 1622 où on lit : « Le sculpteur Antoine Millet, de Fertans, est reçu citoyen à la seule condition de faire un nouveau Jacquemard de bois armé de plomb pour l’église Sainte-Madeleine ». Il y avait donc avant cette date un Jacquemard déjà installé sur l'église et, selon toute vraisemblance, suffisamment ancien pour envisager son remplacement.
Le deuxième Jacquemard reste suspendu jusqu'en 1745 où il est placé dans une pièce borgne pendant que la nouvelle église se construit. un automate est à nouveau installé en hauteur en 1752. 

#### Entretien et célébrations
Depuis son installation qui remonterait au XVe siècle, le Jacquemard est régulièrement décroché de sa tour (on dit qu'on « fait pisser le Jacquemard») pour être remplacé ou restauré. Après chaque restauration, le jour où il est hissé en haut de la tour de l'église est l'occasion de célébrer l'événement avec une procession de l'automate à travers la ville accompagnée de nombreuses festivités (représentations théâtrales, fanfares, discours du maire, etc).
En 1828, les Bousbots (habitants du quartier) se montrent mécontents de la réfection de l'automate qui vient d'être effectuée. En effet, il est paré de gants verts et d'une culotte grise au lieu d'être affublé des traditionnelles couleurs de la ville de Besançon : rouge, jaune et noir. À la réfection suivante de 1865, l'automate retrouvera ses couleurs d'origine. D'autre restaurations seront effectuées en 1892, 1926, 1977 et, la dernière en date, en 1997.
Le Jacquemard actuellement en place serait le 4e automate construit depuis le début de cette tradition à l'église Sainte-Madeleine.

### Peintures

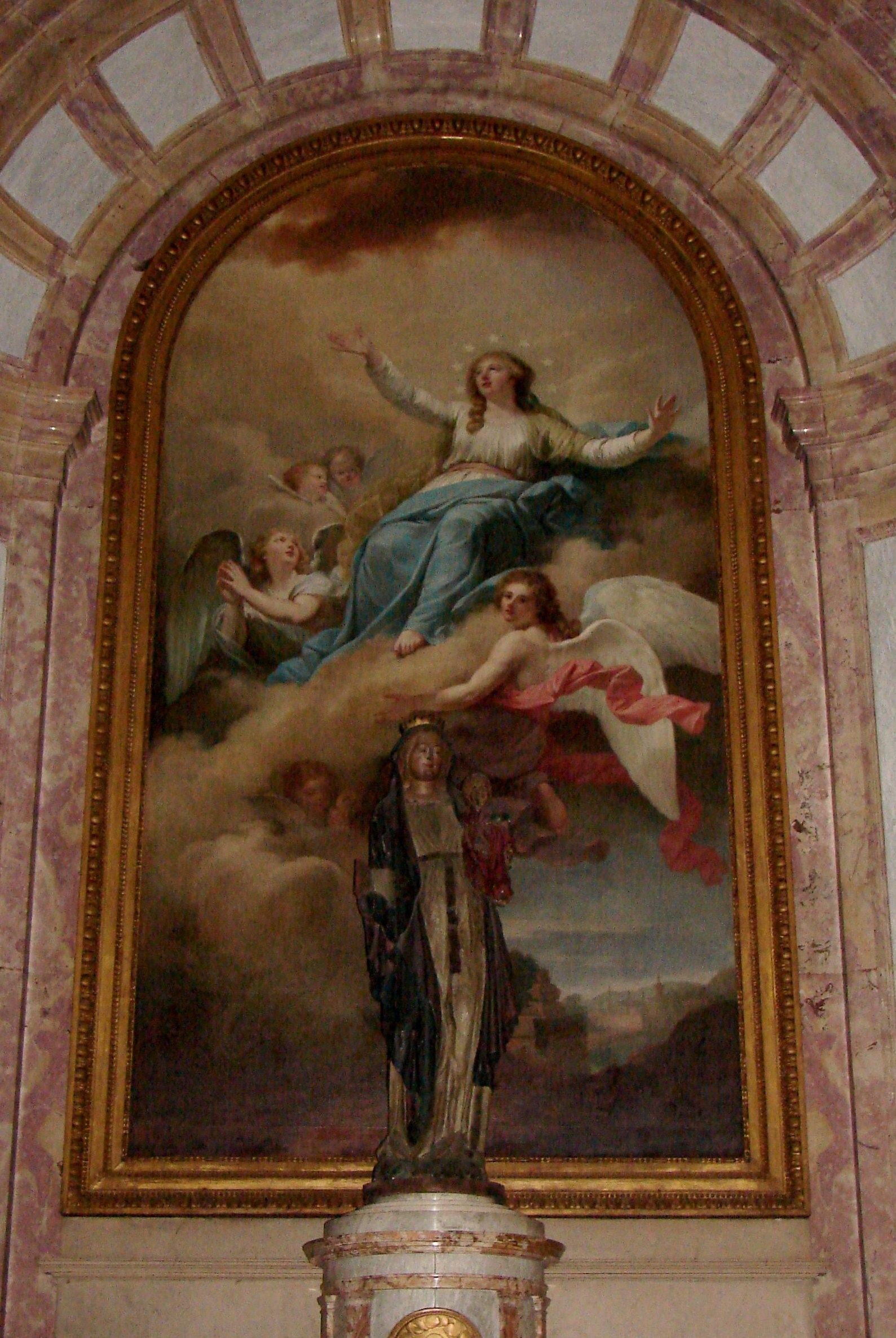
L'Assomption de la Vierge, par Alexandre Chazerand, 1791.

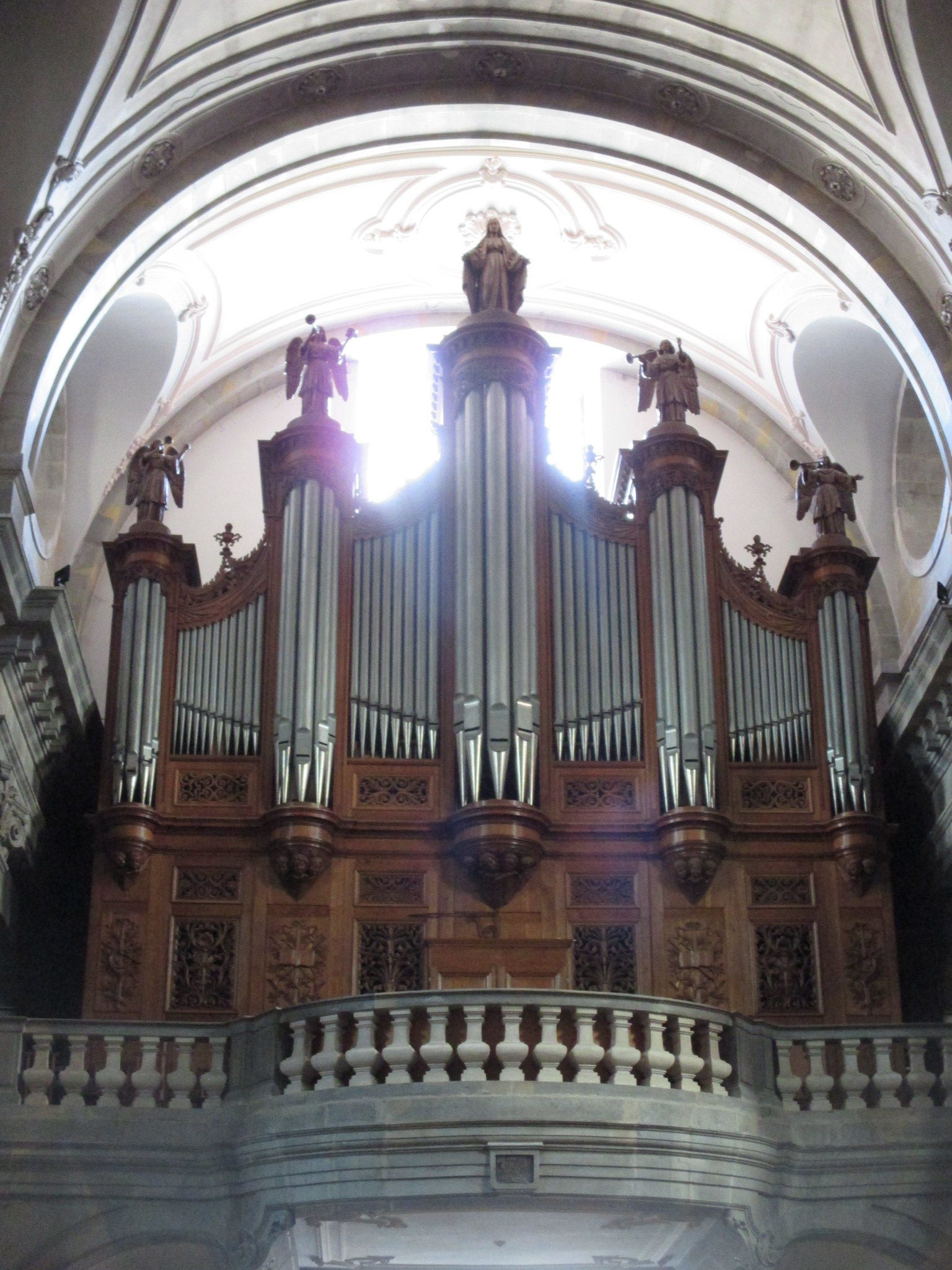
Grand orgue, avec à son sommet Marie, entourée d'anges buccinateurs

Sont exposés un grand nombre d’œuvres dont : La Sainte-Famille de Jean-Érasme Quellin (1672), les peintures en trompe-l'œil exécutées par l'artiste italien Caldelli au XVIIIe siècle, Sainte Madeleine aux pieds du Christ , copie réalisée d'après Philippe de Champaigne au XIXe siècle, Sainte-Philomène de Baudot, L'Assomption de la Vierge de Chazerand en 1791, La Vierge aux Saints de Claude Rately en 1636, ou encore le Christ en croix peinture sur bois attribuée à l'école flamande et datant du XVIe siècle.

### Grand orgue
Le grand orgue de l'église Sainte-Madeleine a été construit par Claude-Ignace Callinet, avec une statue de Marie, entourée d'anges buccinateurs. Il est entièrement restauré par les facteurs d'orgue Jean Deloye et Alain Sals. Le buffet est classé monument historique depuis 1930, et la partie instrumentale de l'orgue depuis 1976.

## Organiste
Jeanne Marguillard est nommée organiste titulaire à l'église Sainte-Madeleine où elle exerce pendant plus de cinquante ans.

## Musée

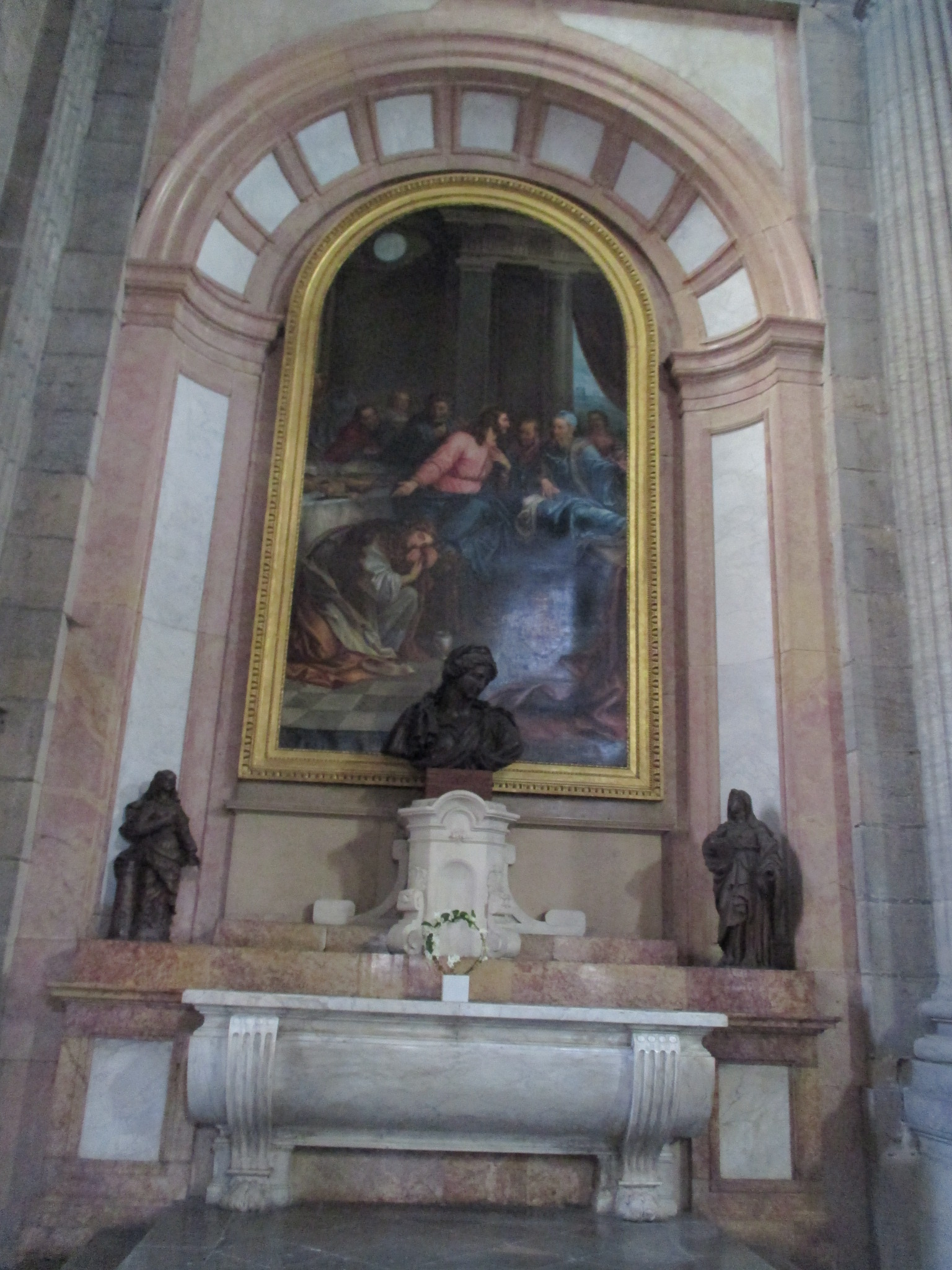
Sainte Marie Madeleine aux pieds du Christ, copie d'après Philippe de Champaigne

L'église héberge un musée de trois salles, où sont exposés l'histoire du quartier Battant, de sa vie viticole, et de ses personnalités historiques, ainsi que la vie religieuse de la cité, avec collection de paramentique catholique, objets de culte et documents... (le musée est ouvert uniquement pour les groupes et associations).